# 칼 반 베흐텐
칼 반 베흐텐(Carl Van Vechten, 1880년 6월 17일~1964년 9월 21일)은 미국의 작가이자 예술사진 작가이다. 그는 할렘 르네상스를 후원하기도 했으며 미국의 작가인 거트루드 스타인의 유저(遺著) 관리자이기도 했다. 1926년에 쓴 소설 《흑인 천국》(Nigger Heaven)으로 유명하다. 또한 말년에, 유명인들의 초상 사진을 많이 찍은 것으로 유명하다.

## 생애
1880년 미국 시더래피즈의 부유한 집안에서 막내로 태어났다. 그의 아버지 찰스 듀안 반 베흐텐(Charles Duane Van Vechten)은 저명한 은행가였다. 그의 어머니 에이다 아만다 반 베흐텐(Ada Amanda Van Vechten)은 시더래피즈 공공도서관을 설립했으며 음악적 재능이 뛰어났다. 반 베흐텐은 그의 어머니의 영향으로 어릴 때부터 음악과 연극에 대한 관심이 높았다.
1898년, 워싱턴 고등학교를 졸업한 후 반 베흐텐은 인생의 다음 단계를 밟고 싶었지만 아이오와주에선 자신의 열정을 뽑아내기가 어렵다는 것을 느꼈다. 그는 자신의 고향을 '사랑 받지 못하는 마을'이라고 표현하기도 했다. 1899년엔 시카고 대학교로 진학을 하고 음악, 미술, 오페라 등 다양한 전공을 공부했다. 대학생 시절 그는 글쓰기에 점점 더 관심을 갖게 되었고 대학 신문인 University of Chicago Weekly에 글을 기고하기도 했다.
1903년, 대학을 졸업한 후 반 베흐텐은 시카고의 신문사인 《시카고 아메리칸》에 칼럼니스트로 취직했다. 그는 칼럼니스트로 일 하는 동안 칼럼에 사진들을 직접 실으면서 사진에 대한 관심과 열정이 조금씩 생기기 시작했다. 그러나 너무 복잡한 그의 글쓰기 스타일로 인해 결국 《시카고 아메리칸》에서 해고 당했다. 1906년, 뉴욕으로 이사한 반 베흐텐은 《뉴욕 타임스》의 보조 음악 평론가로 고용되었다. 그러다 오페라에 대한 관심이 점차 커지자 그는 1907년에 《뉴욕 타임스》를 그만두고 오페라에 좀 더 몰두하기 위해 유럽으로 여행을 떠났다.
1907년, 영국에 있는 동안 반 베흐텐은 어릴 적 고향 친구였던 에나 스네이더(Anna Snyder)와 결혼했다. 그 후 1909년 다시 뉴욕 타임스로 돌아와 미국 최초의 현대 무용 평론가가 되었다. 그의 멘토 메이블 닷지 루한(Mabel Dodge Luhan)의 영향으로 그는 아방가르드에 심취하게 되었다. 반 바흐텐은 이사도라 덩컨, 안나 파블로바, 로이 풀러가 뉴욕에서 공연할 당시 뮤지컬 초연에 자주 참석하기도 했다. 1913년엔 파리의 초연에 참석하여 미국의 작가이자 시인인 거트루드 스타인(Gertrude Stein)을 만나 그녀의 친구이자 가장 열성적인 팬 중 한 명이 되었다. 반 베흐텐과 스타인은 서로 편지를 주고받기도 했으며 반 베흐텐은 스타인이 사망한 후 스타인의 유저(遺著) 관리자가 되었다. 그는 그녀의 미출판 저작물을 인쇄하는 데 기여했으며 예술 잡지 The Trend에 "거트루드 스타인을 읽는 방법"이라는 글을 기재하기도 했다.
1912년, 에나 스네이더와 이혼 후 1914년에 러시아계 미국인 배우 파니아 마리노프(Fania Marinoff)와 결혼했다. 반 베흐텐과 마리노프는 당시 흑인에 대한 사회적인 인종 차별이 있었음에도 불구하고 사교 모임을 위해 흑인들을 집으로 초대하기도 했으며 흑인들을 위한 공개 모임에 참석하기도 했다.

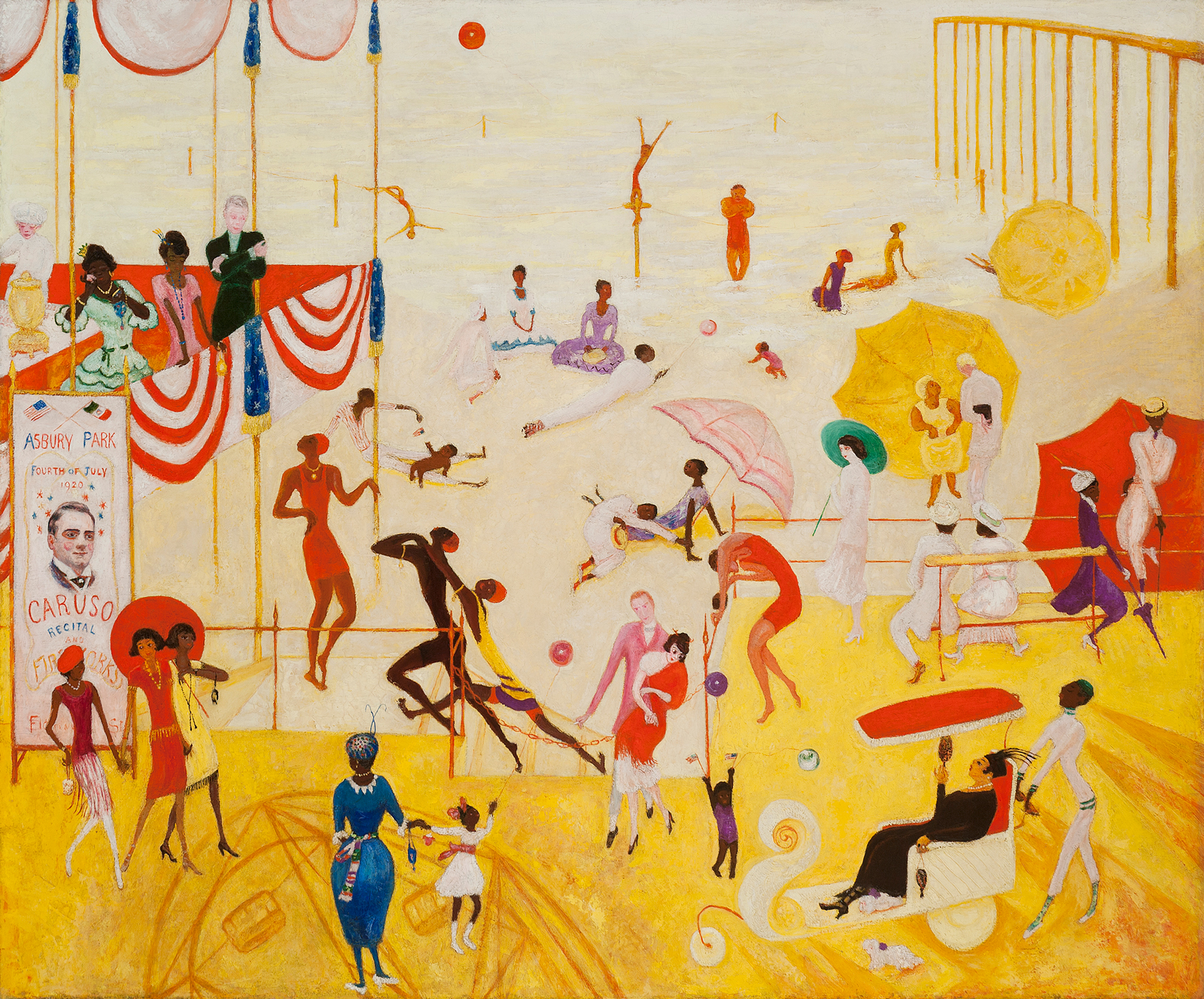
반 베흐텐은 미국의 재즈 시대 화가인 플로린 스테트하이머(Florine Stettheimer)가 1920년도에 그린 Asbury Park South 그림에도 나온다. 왼쪽 구조물 위에 검은색 정장을 입은 인물이 반 베흐텐이다. 그림의 중앙, 분홍색 정장을 입고 있는 마르셀 뒤샹은 반 베흐텐의 아내 파니아 마리노프와 걷고 있다.

그들의 결혼 생활은 50년 동안이나 지속되었지만 반 베흐텐은 동성애 및 양성애에 대한 논란이 일기도 했다. 특히 1931년 뉴욕에서 만난 마크 러츠(Mark Lutz)와 성적인 관계를 맺은 것으로 알려지기도 했다. 러츠는 반 베흐텐이 막 사진 촬영을 하기 시작했을 때 그의 연습 촬영 모델을 하기도 했으며 두 사람의 관계는 반 베흐텐이 죽을 때까지 지속되었다. 러츠는 반 베흐텐의 사진 12,000여 점의 컬렉션을 필라델피아 미술관에 기증하기도 했다. 러츠가 사망한 후엔 그의 희망에 따라 반 베흐텐과의 10,000통에 달하는 편지는 파기되었다.
1915년에서 1920년 사이, 음악과 문학 등 다양한 주제에 대한 반 베흐텐의 에세이가 출판되었으며 반 베흐텐은 당시 새로 설립된 출판사인 Alfred A. Knopf에서 비공식 스카우터를 맡기도 했다.
반 베흐텐은 예술을 감상하는 한 명의 감상자로서 할렘에서 일어나고 있는 창의성의 폭발에 매우 흥미를 느꼈으며 할렘에서 게이로서 인정을 받고 있다는 느낌을 받기도 했다. 반 베흐텐은 폴 로브슨, 랭스턴 휴스, 에설 워터스, 리처드 라이트, 조라 닐 허스턴 및 월리스 서먼 등 할렘 르네상스의 많은 주요 인물들을 홍보하고 지지하기도 했다. 1926년엔 미국의 잡지사인 배너티 페어에서 반 베흐텐의 논란의 소설 《흑인 천국》(Nigger Heaven)이 출판되었다.
반 베흐텐은 할렘 르네상스에서 중요한 역할을 했으며 아프리카계 미국인 민권 운동에도 많은 기여를 했다. 그러나 그의 초기 산문에서 흑인은 자신의 섹슈얼리티를 자유롭게 탐구할 수 있어야 하고 가수는 재즈, 흑인영가, 블루스 등 흑인의 타고난 재능을 따라야 한다는 등 흑인에 대한 편견이 담긴 표현을 하여 많은 논란이 일기도 했다.
반 베흐텐은 할렘에서 열린 오페라와 카바레에 자주 참석하기도 했다. 그는 할렘의 유흥과 문화에 대한 백인들의 관심을 높이는데 일조하기도 했으며 랭스턴 휴스와 넬라 라르센과 같은 저명한 작가들이 초기 작품의 출판사를 찾을 수 있도록 돕기도 했다. 1927년 6월 28일, 그의 형 랄프 반 베흐텐(Ralph Van Vechten)이 사망하고 뒤이어 1928년, 형수인 패니(Fannie)가 사망하자 반 베흐텐은 신탁 기금에 투자한 100만 달러를 상속받았다.

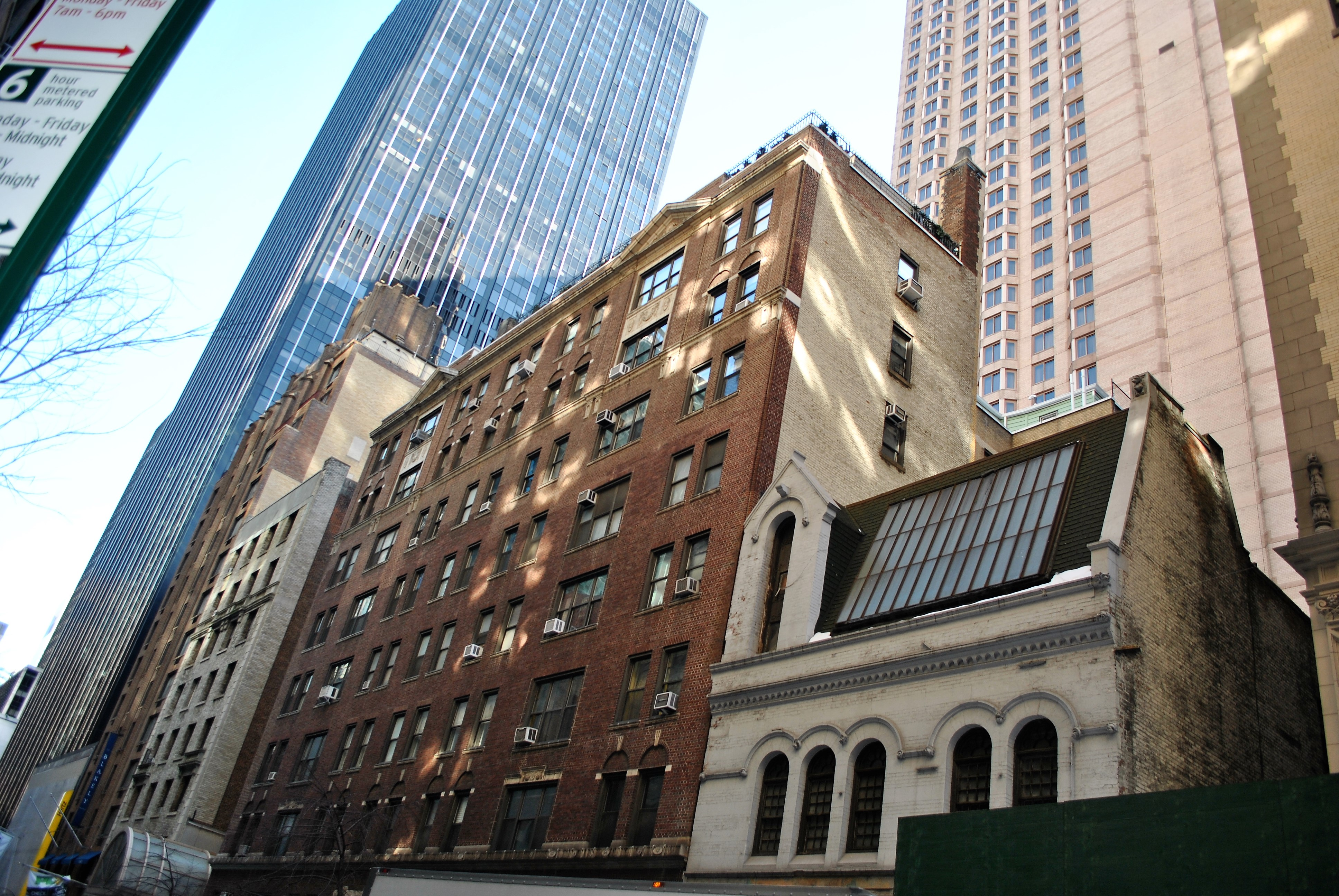
웨스트 55번가 150번지에 위치한 반 베흐텐의 아파트 스튜디오

1930년대 초, 50세에 이른 반 베흐텐은 글 쓰는 것을 멈추고 사진 작가로서 활동하기 시작했으며 웨스트 55번가 150번지에 있는 자신의 아파트를 스튜디오로 활용하여 많은 유명인들의 사진을 찍기 시작했다.

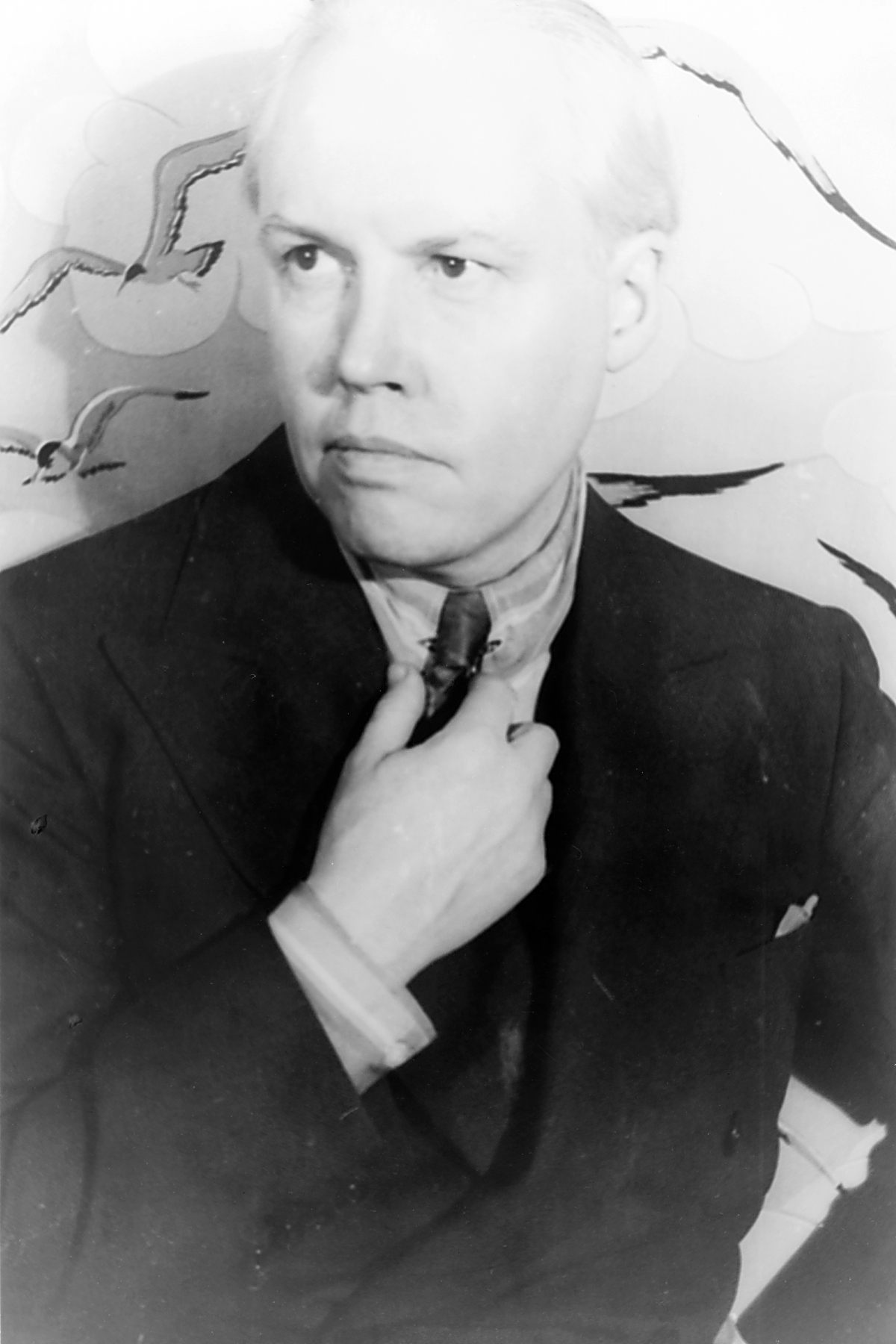
1934년 5월 8일, 칼 반 베흐텐의 자화상

반 베흐텐은 1964년 9월 21일, 뉴욕에서 84세의 나이로 생을 마감하였으며 그의 유골은 센트럴 파크 내 셰익스피어 가든에 안장되었다.

## 저서
반 베흐텐은 40세에 《피터 위플》(Peter Whiffle)이라는 책을 집필하여 저명한 소설가로 자리매김했다. 이 소설은 할렘 르네상스의 역사적 자료에 있어 중요한 작품으로 평가된다.

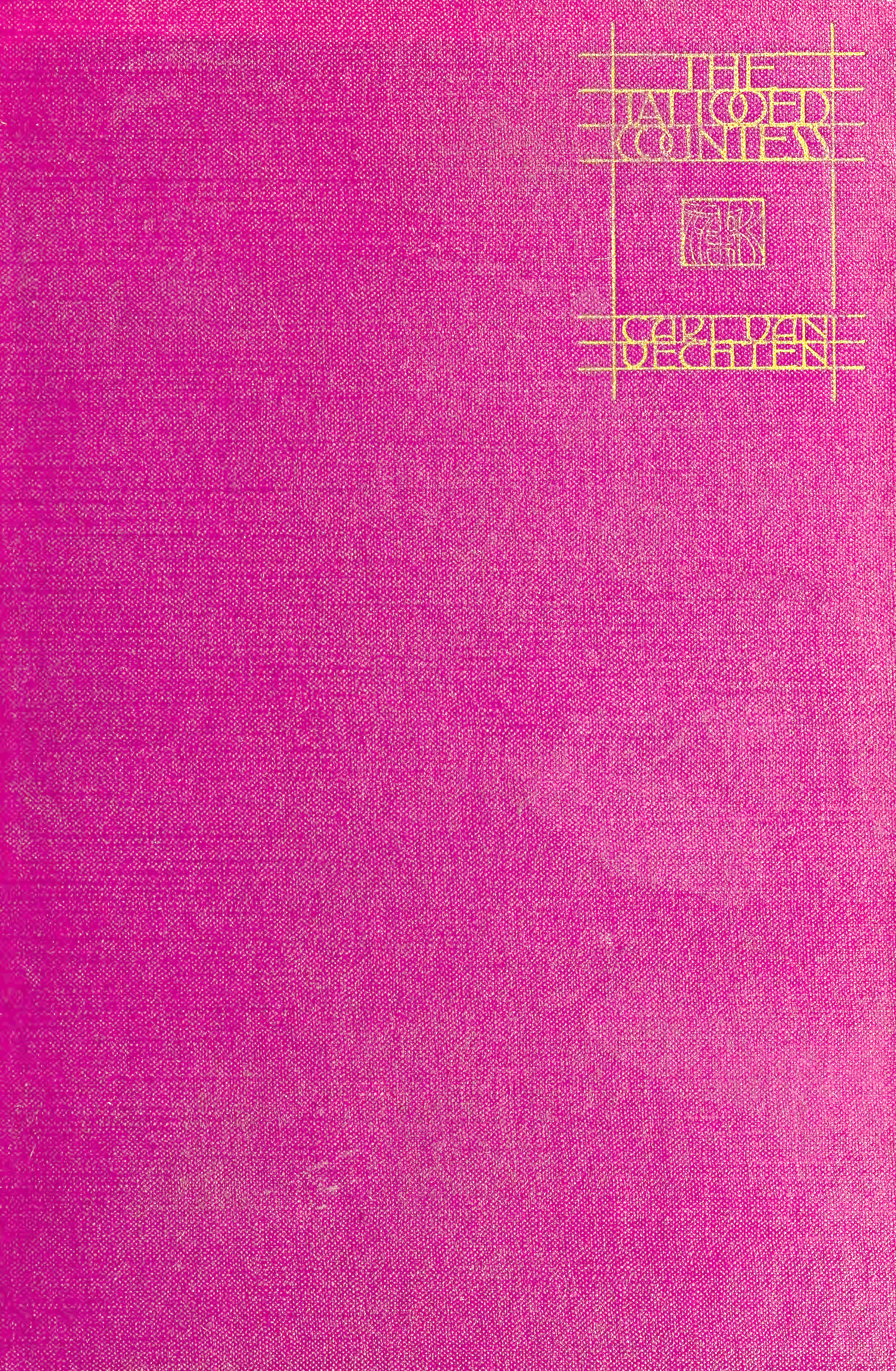
1924년, 《문신을 한 백작 부인》 책 표지

또한 그는 자전적인 성질을 허구적인 형태로 묘사하여 소설을 쓰기도 하는데, 1924년에 쓴 소설 《문신을 한 백작 부인》(The Tattooed Countess)은 그의 고향 시더래피즈에서 겪었던 기억을 조작하여 쓴 책이다. 또한 1920년에 쓴 《집 안의 호랑이》(The Tiger in the House)는 반 베흐텐이 가장 애정하는 동물인 고양이의 특징과 특성을 탐구한 책이다.
논란이 많은 그의 소설 중 하나인 《흑인 천국》(Nigger Heaven)은 논란과 찬사를 모두 받았다. 반 베흐텐은 이 책을 "나의 흑인 소설"이라고 부르기도 했다. 그는 이 소설을 통해 남부 흑인들의 인종차별과 형벌로 인한 고통이 아니라 아프리카계 미국인들이 할렘에서 어떻게 살고 있는지를 묘사하고자 했다. 그러나 책 제목에 인종차별적인 성격이 강한 니거(Nigger)라는 단어가 들어갔기 때문에 많은 사람들이 반 베흐텐에게 제목을 수정할 것을 권하였음에도 그는 책 제목을 변경하지 않았다. 이러한 선동적인 책 제목으로 인해 책의 내용이 빛을 발하지 못 할 것 같다는 우려도 있었다. 반 베흐텐의 아버지는 "책에서 무슨 말을 하든 간에 이러한 제목은 이해가 되지 않고 제목을 바꾸는게 좋을 것 같다"는 내용의 편지를 반 베흐텐에게 쓰기도 했다.
이 소설이 아프리카계 미국인을 어떻게 묘사했는지에 대해 흑인 독자들 간의 의견이 분분했다. 마치 흑인을 외계인 같이 이상하게 표현한 것 같다는 의견이 있었던 반면, 아프리카계 미국인을 전형적인 백인처럼 표현한 점에서 소설을 높이 평가한 의견도 있었다. 넬라 라르센, 랭스턴 휴스 그리고 거트루드 스타인 등 많은 인사들은 할렘 사회와 인종 문제를 미국의 최전선으로 끌어온 이 소설을 지지하기도 했다.

## 작품 보관
반 베흐텐의 개인 논문 대부분은 예일 대학교 바이네케 고문서 도서관에 보관되어 있다. 바이네케 도서관은 1,884개의 컬러 코다크롬 슬라이드 컬렉션인 "살아있는 초상화: 칼 반 베흐텐의 아프리카계 미국인 컬러 사진, 1939~1964"라는 제목의 컬렉션도 보유하고 있다.
미국 의회도서관은 1966년 Saul Mauriber(1915년 5월 21일 ~ 2003년 2월 12일)로부터 획득한 약 1,400장의 사진 컬렉션을 보유하고 있으며 스미스소니언 미술관과 피스크 대학교에도 반 베흐텐의 컬렉션이 소장되어 있다. 또한 뉴욕 박물관에는 반 베흐텐의 사진 2,174점이 소장되어 있으며 브랜다이스 대학교의 기록 보관소 및 특별 컬렉션 부서에는 1,689점의 칼 반 베흐텐 초상화를 소장하고 있다.
필라델피아 미술관은 미국에서 가장 큰 반 베흐텐의 작품 컬렉션을 보유하고 있다. 1949년 반 베흐텐은 자신의 사진 60점을 미술관에 선물했으며 반 베흐텐이 사망한 이후 1965년, 베흐텐의 연인이었던 마크 러츠는 자신의 개인 소장품 중 반 베흐텐의 사진 12,000여 점을 미술관에 기증했다.
런던 국립 초상화 미술관에도 반 베흐텐의 초상화 작품 17점이 소장되어 있다.

## 갤러리

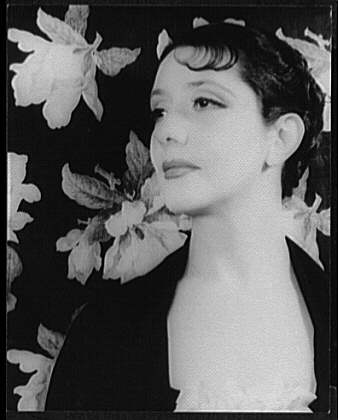
1932년 5월 23일, 린 폰탠
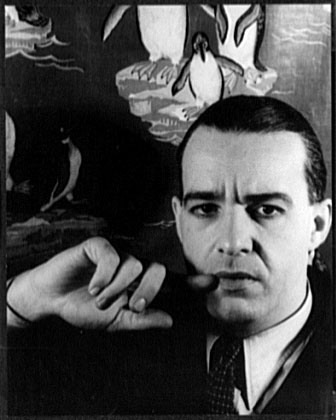
1932년 6월 21일, 알프레드 런트
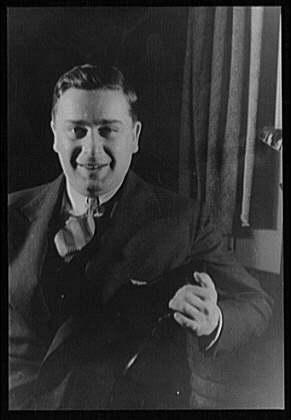
1932년 11월 30일, 존 반 드루텐
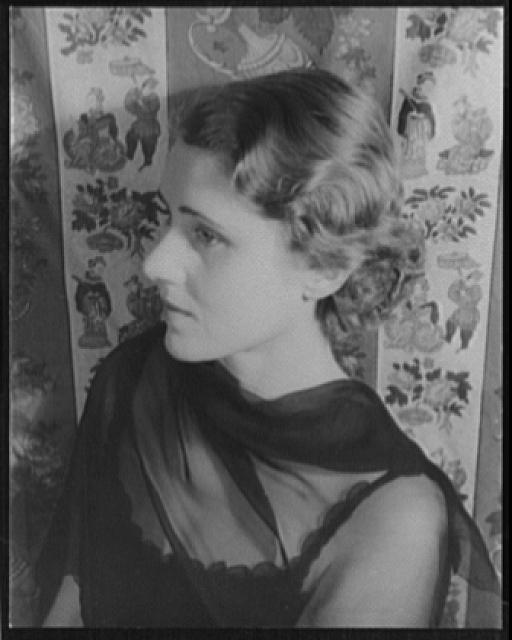
1932년, 클레어 부스 루스
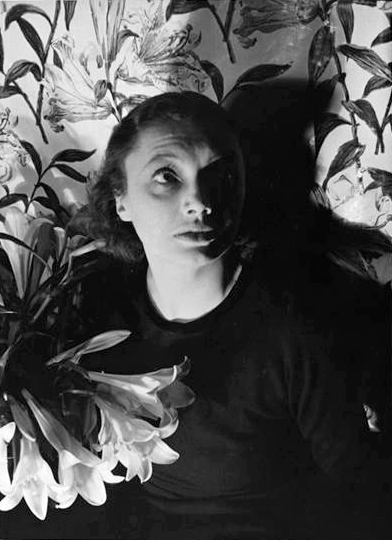
1933년 1월 10일, 캐서린 코넬
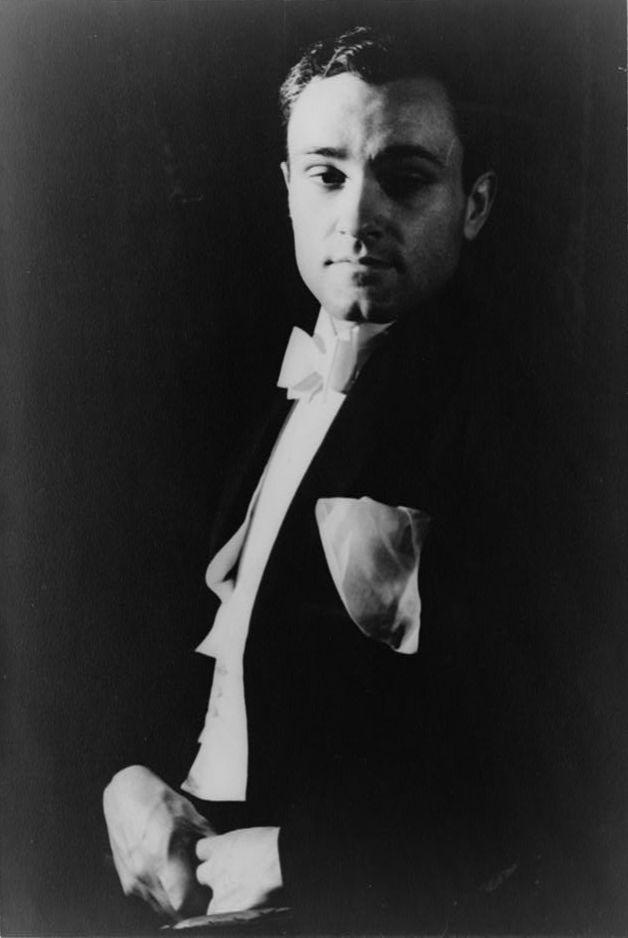
1933년, 필립 존슨
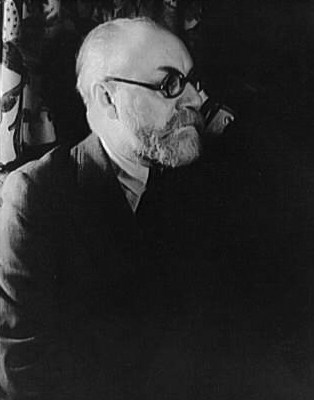
1933년 5월 20일, 앙리 마티스
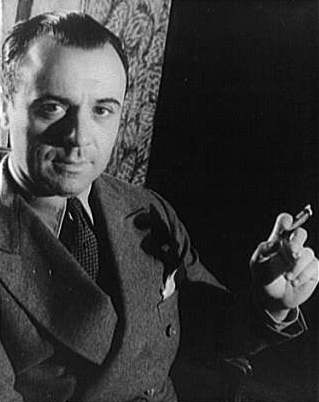
1933년 11월 21일, 호세 이투르비
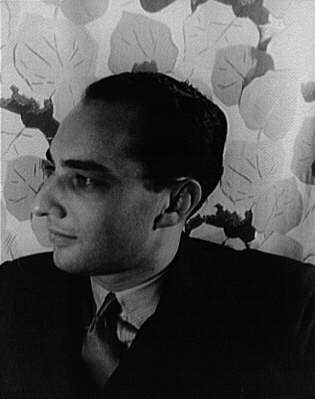
1933년 11월 23일, 아서 슈와츠
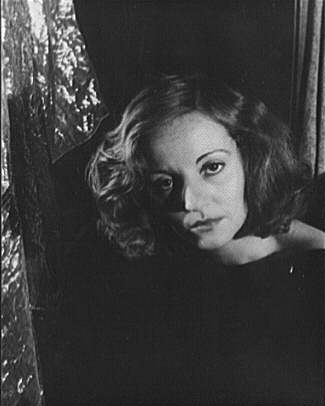
1934년 1월 25일, 탈룰라 뱅크헤드
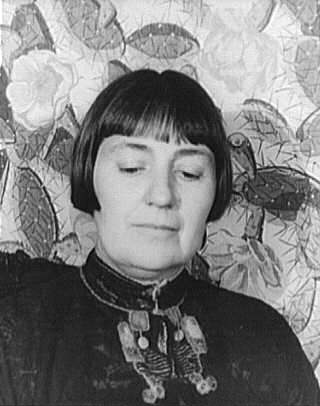
1934년, 메이블 닷지 루한
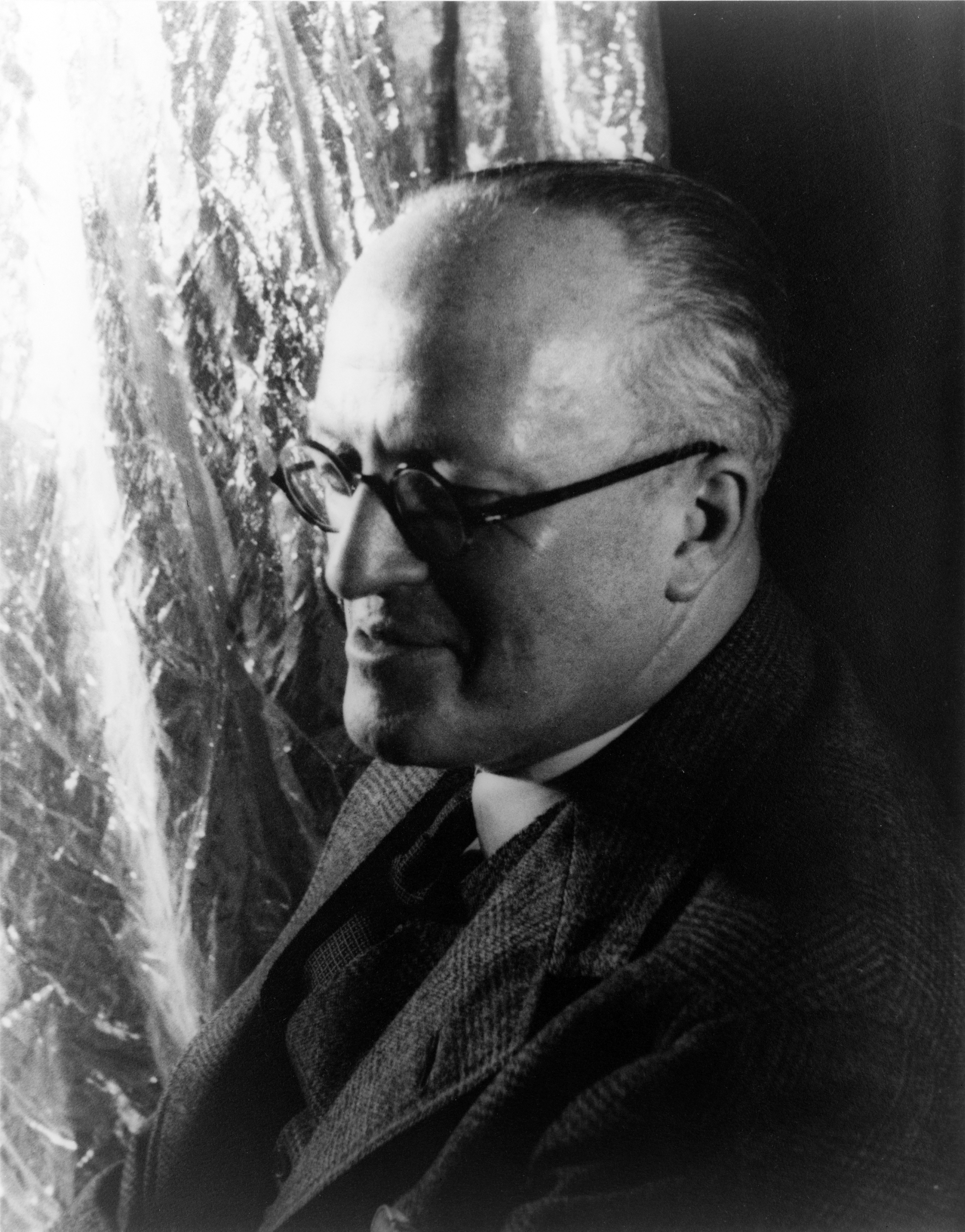
1934년 2월 17일, 휴 월폴
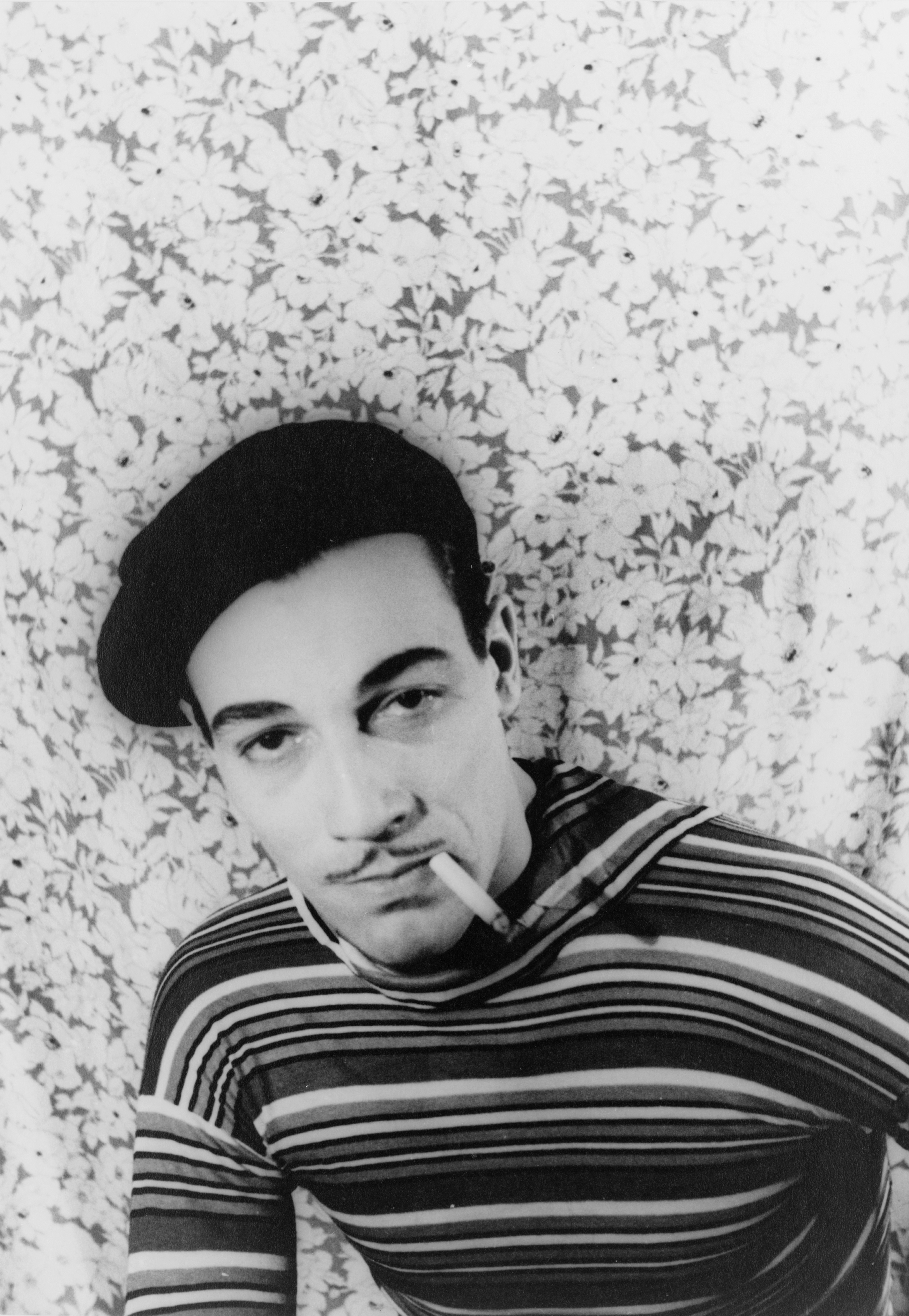
1934년 2월 23일, 시저 로메로
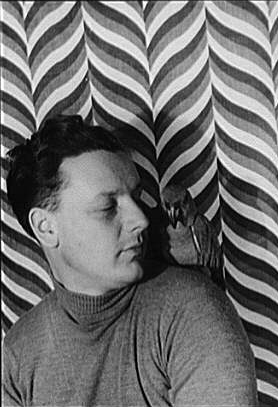
1934년 3월 30일, 발터 슬레작
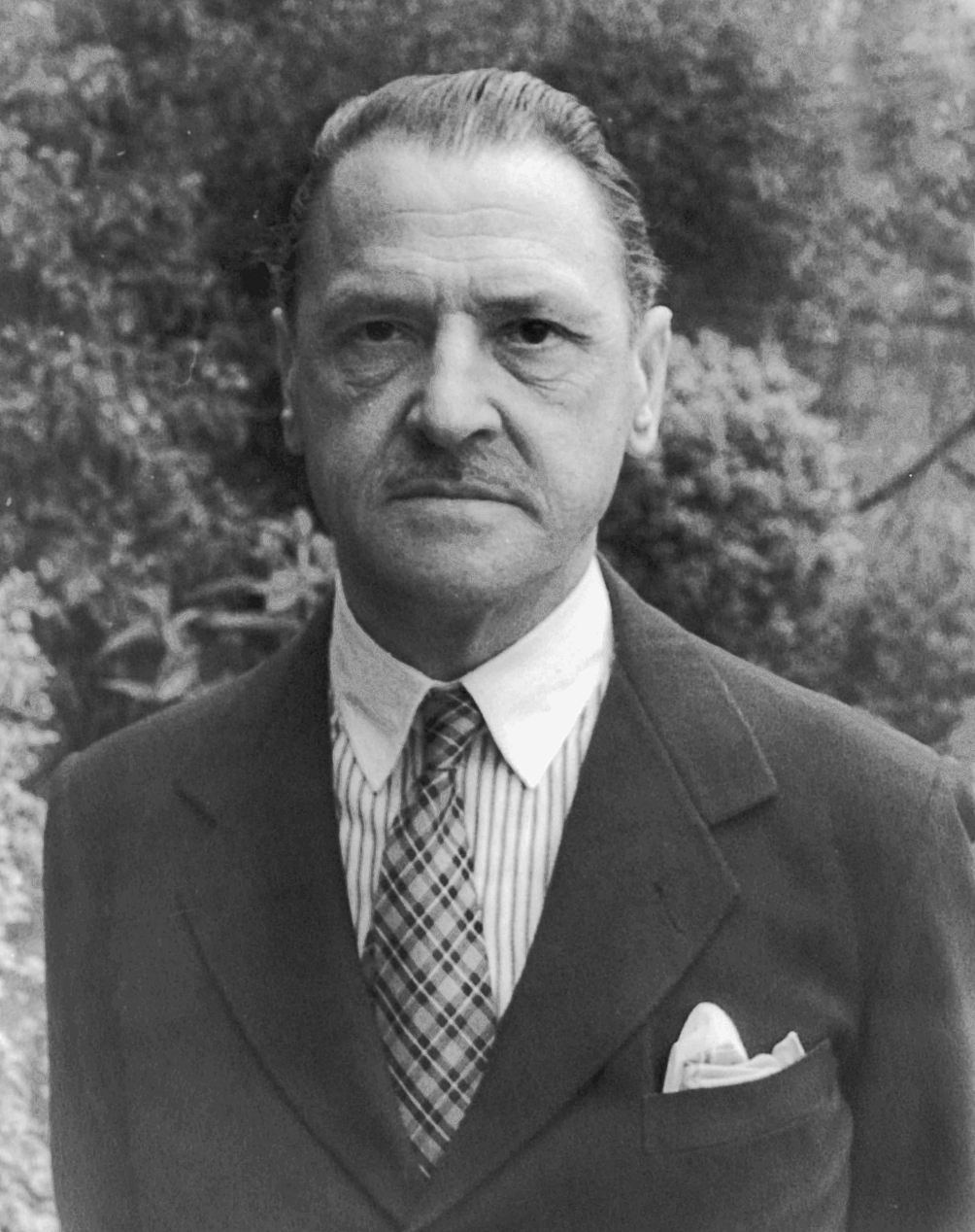
1934년 5월 26일, 윌리엄 서머싯 몸
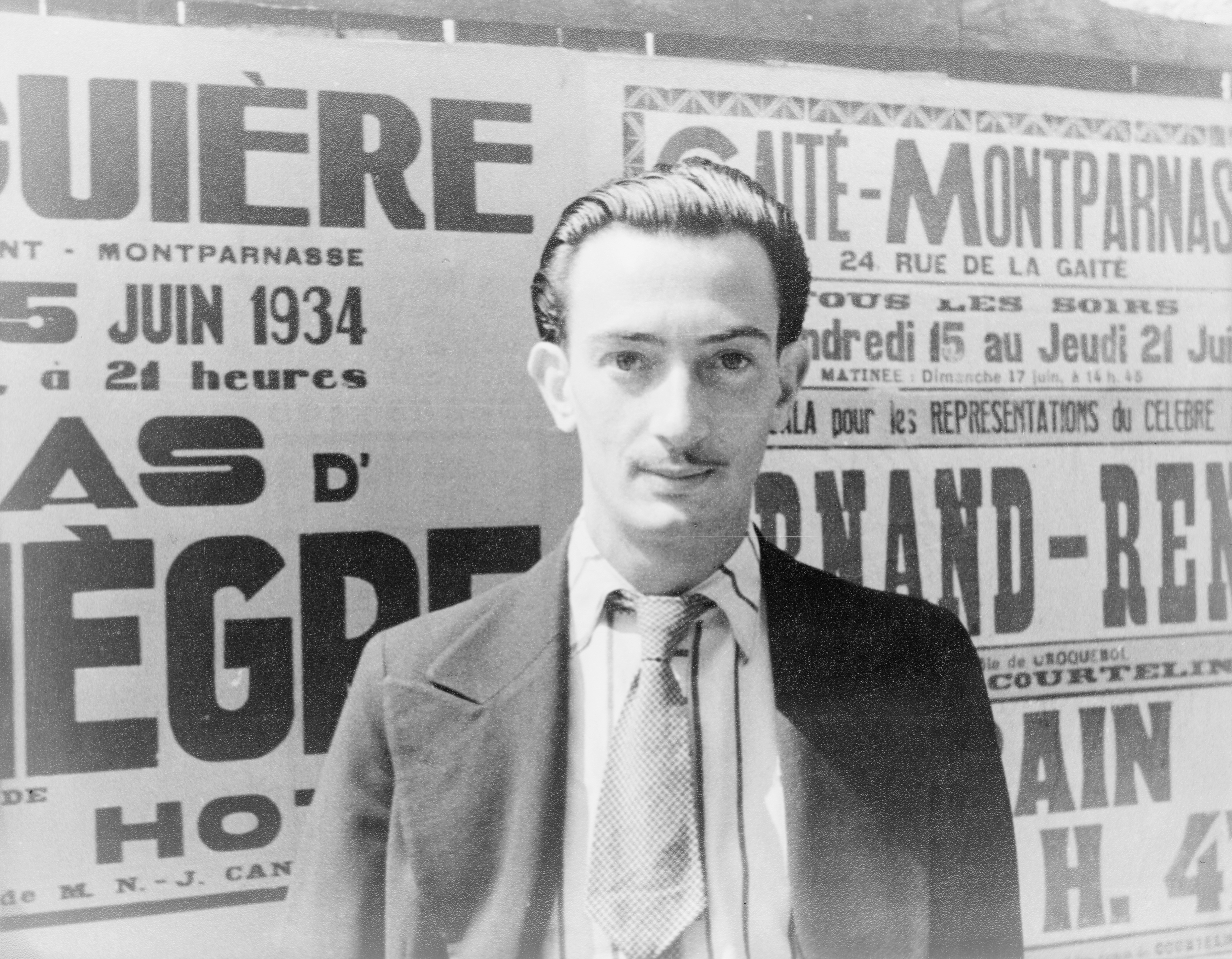
1934년 6월 16일, 살바도르 달리
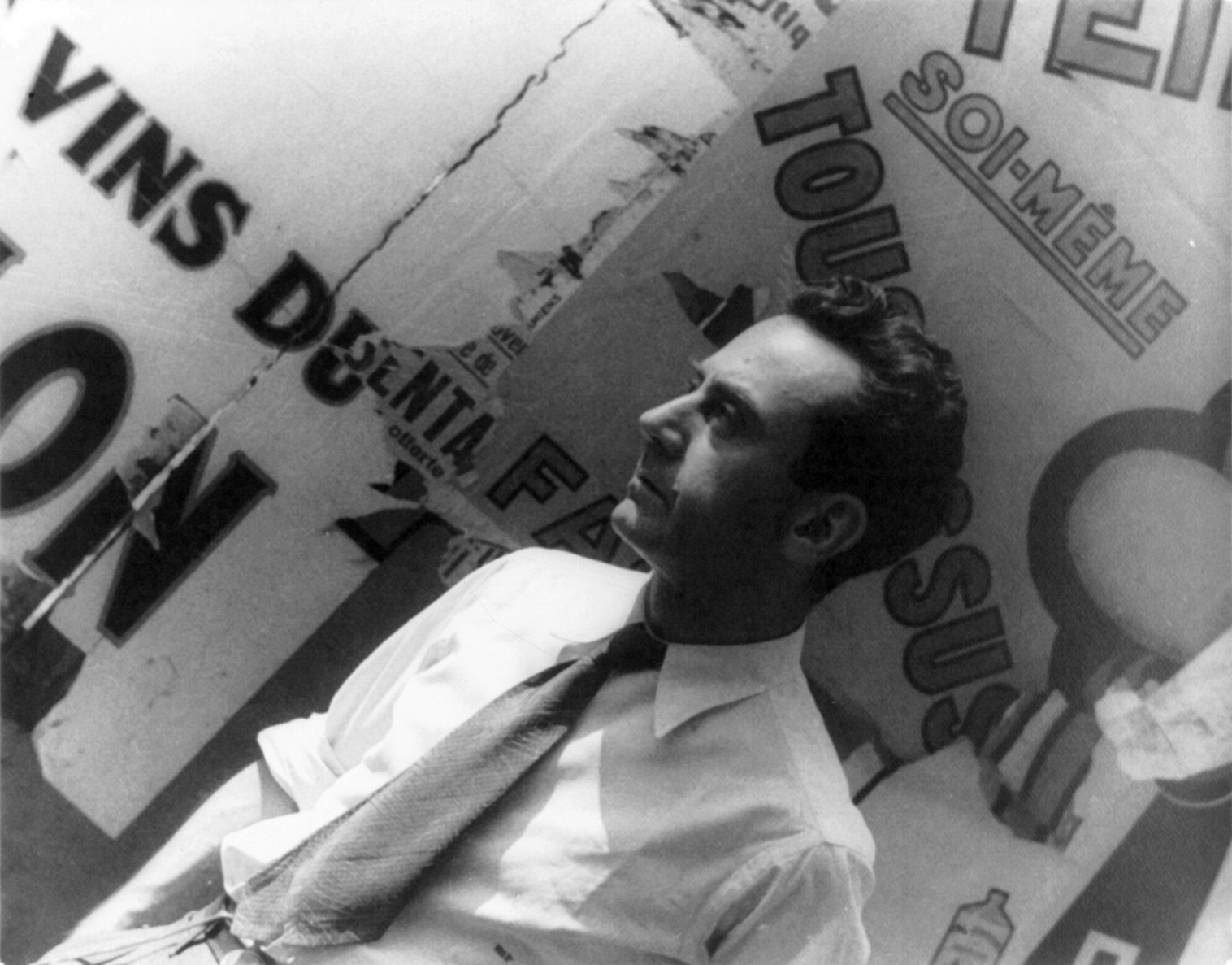
1934년 6월 16일, 만 레이
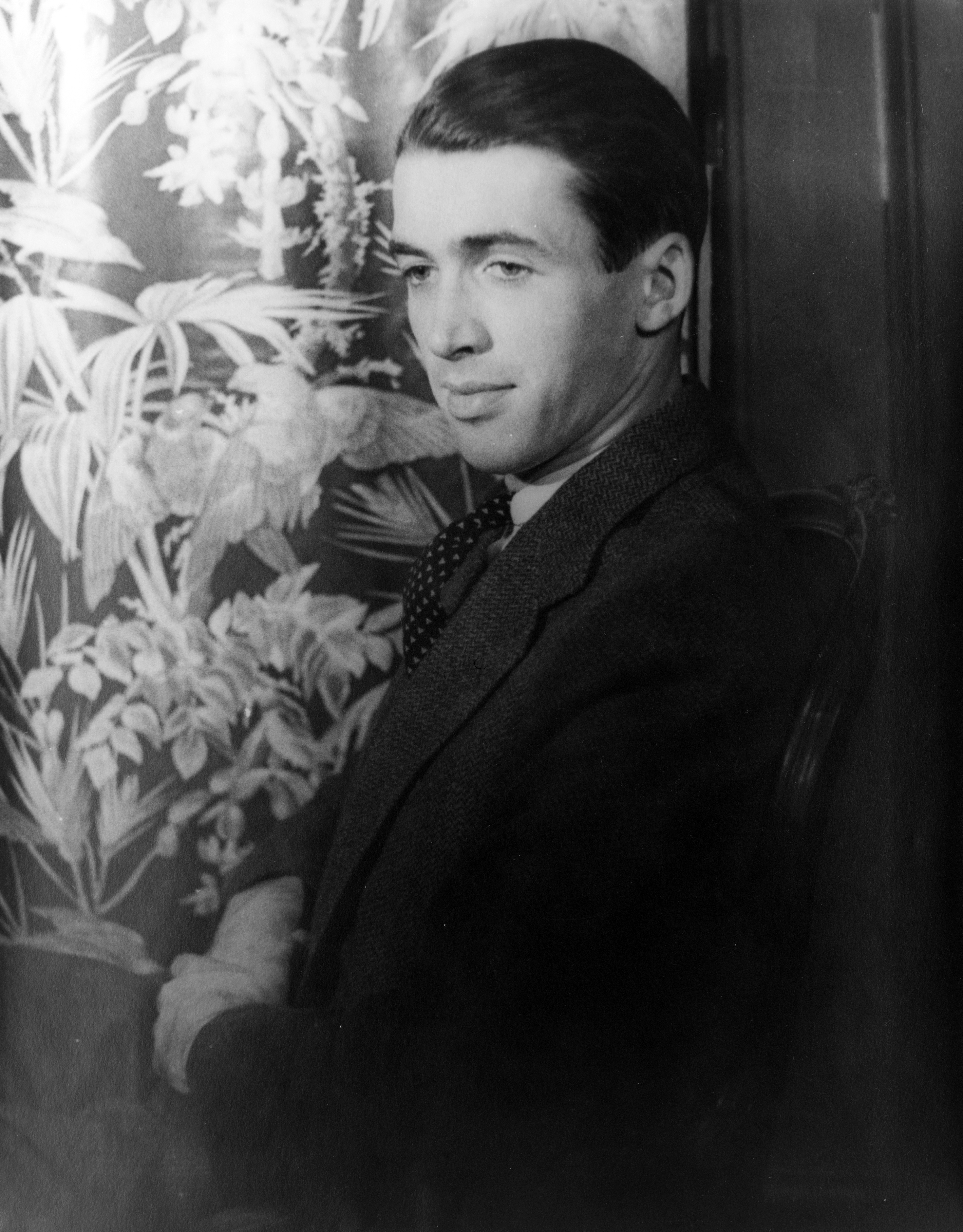
1934년 10월 15일, 제임스 스튜어트
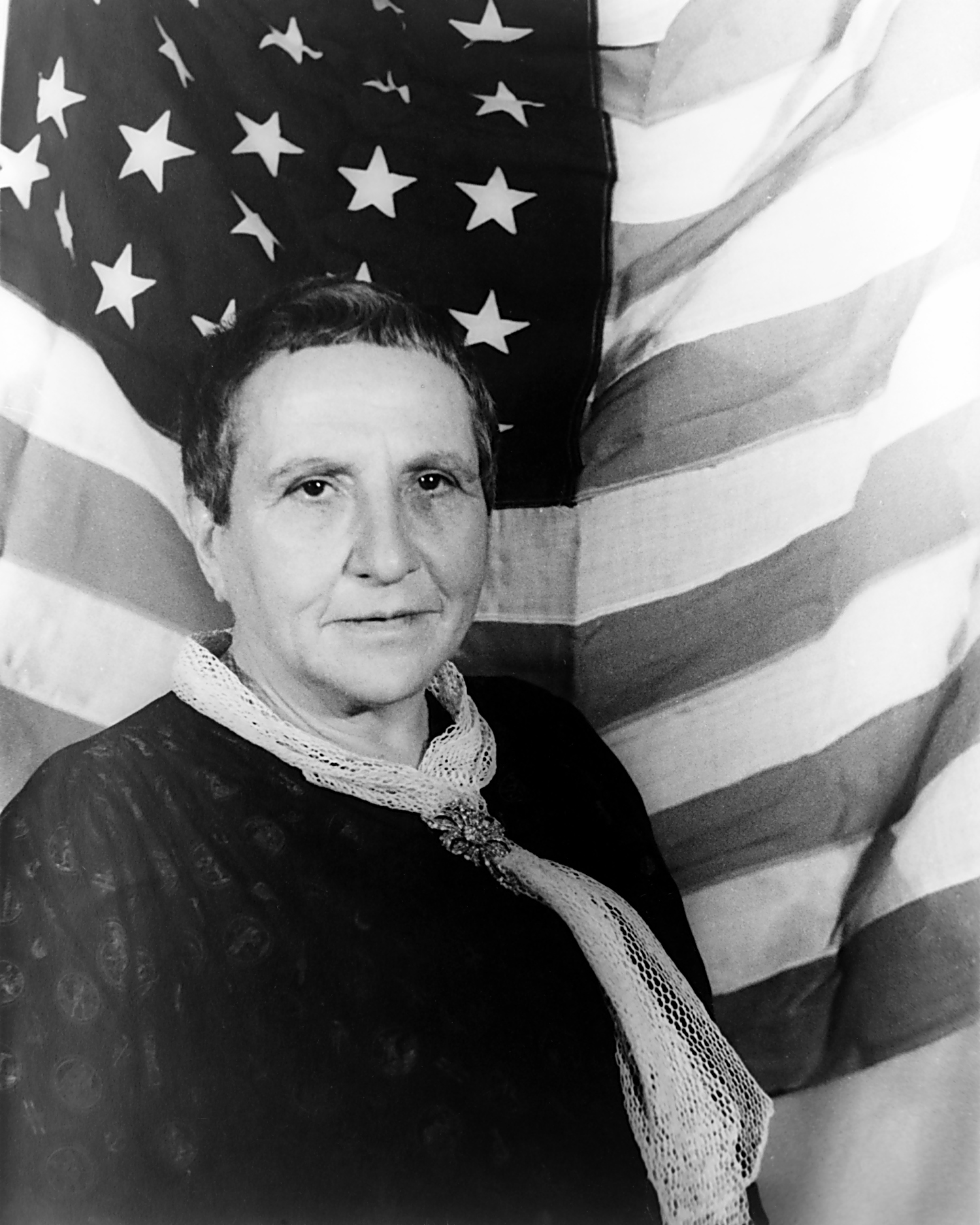
1935년 1월 4일, 거트루드 스타인
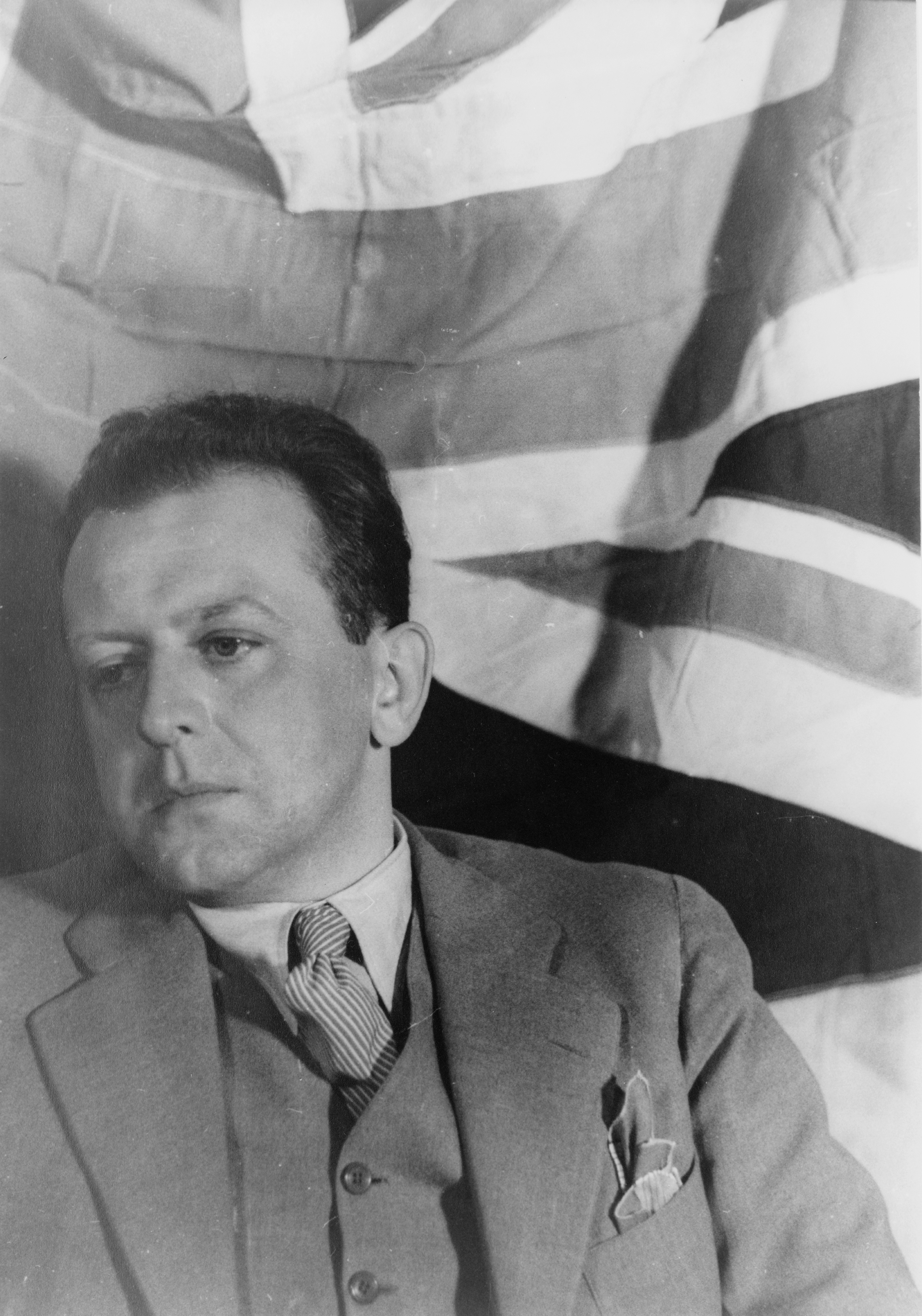
1935년 4월 4일, 콜린 맥피
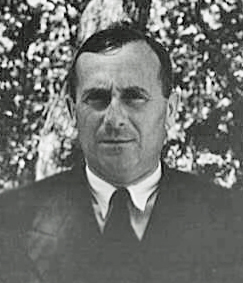
1935년 6월 13일, 호안 미로
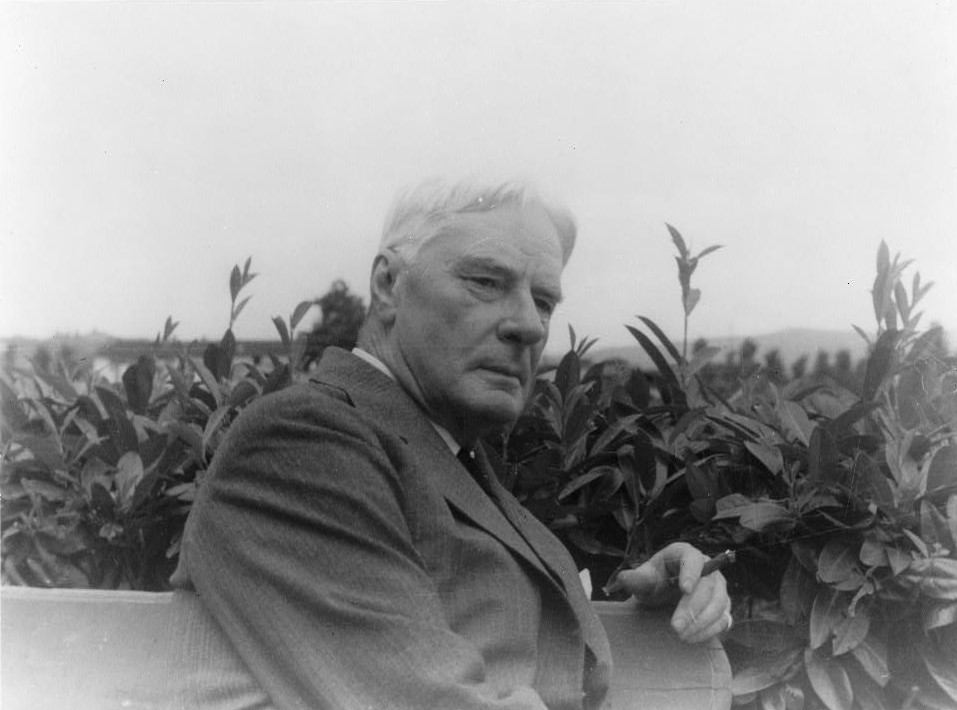
1935년 6월 23일, 노먼 더글러스
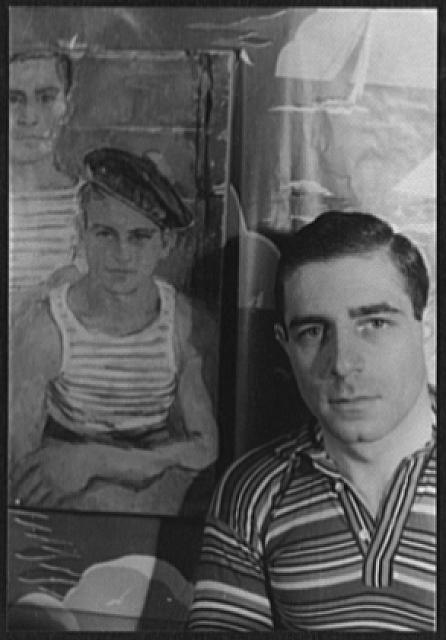
1935년, 모리스 그로서
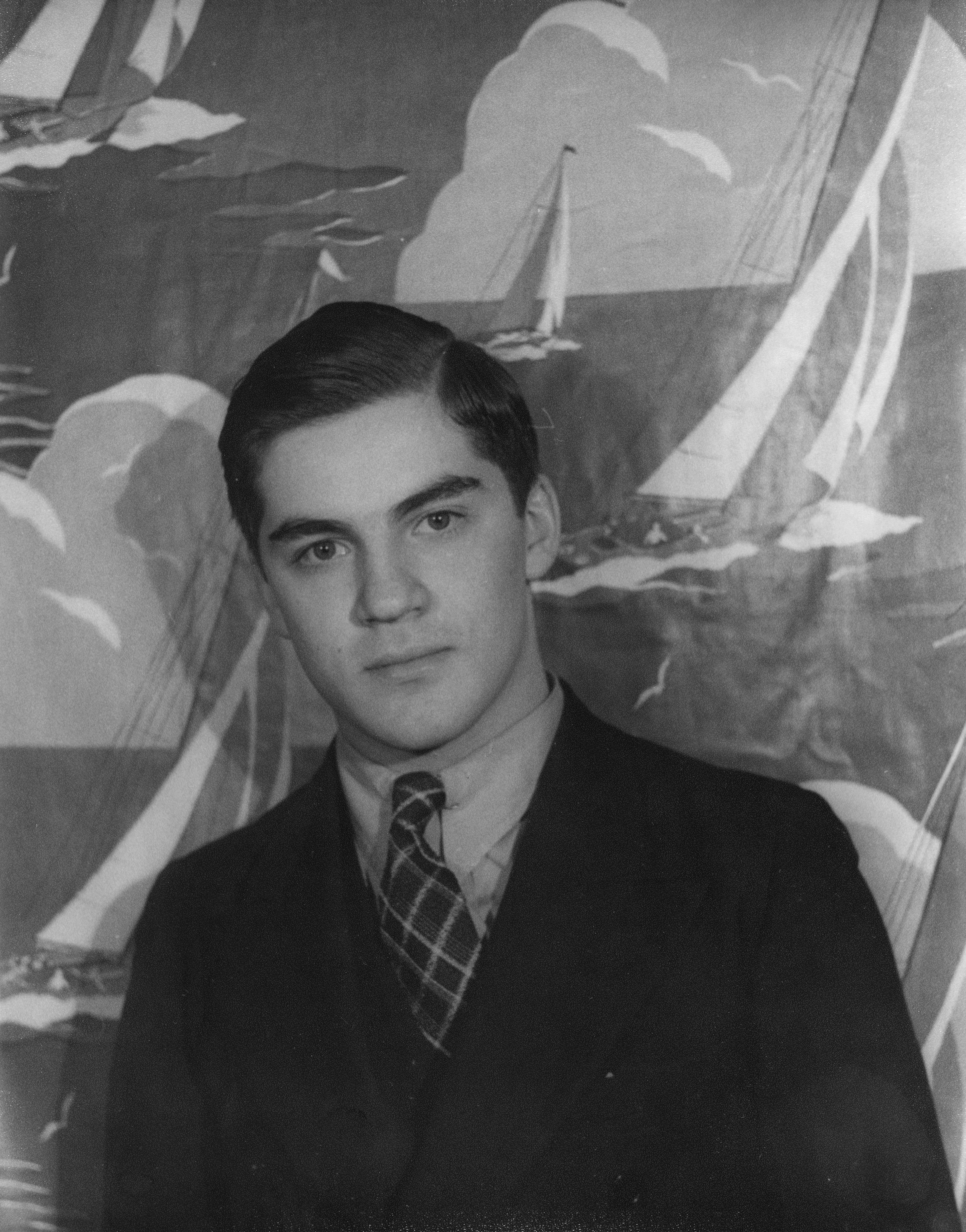
1935년, 빅터 크래프트
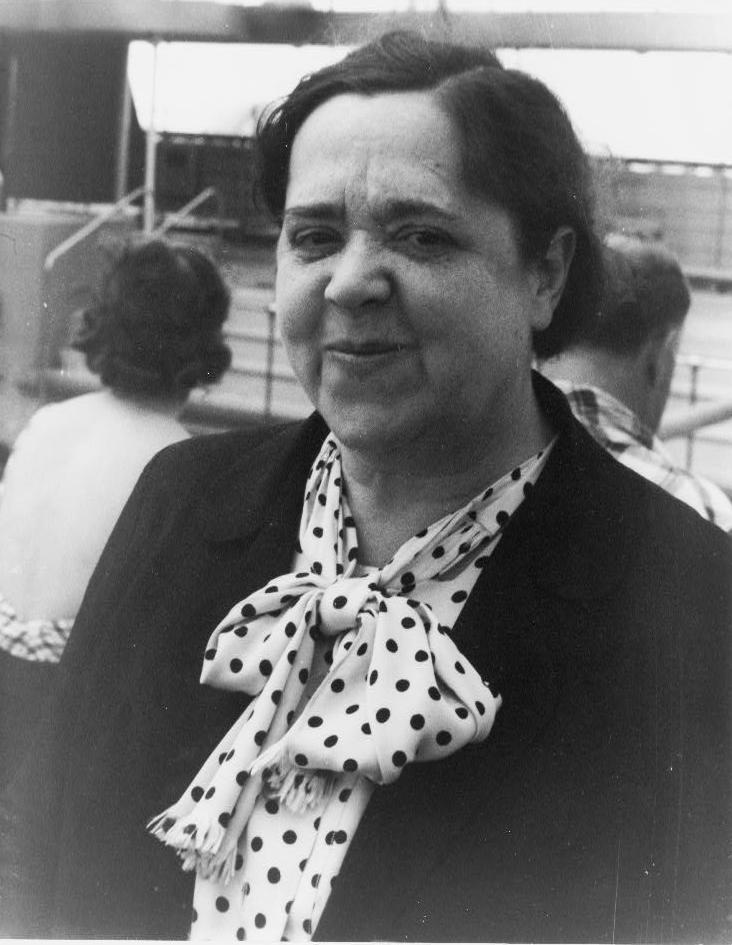
1935년, 엘사 멕스웰
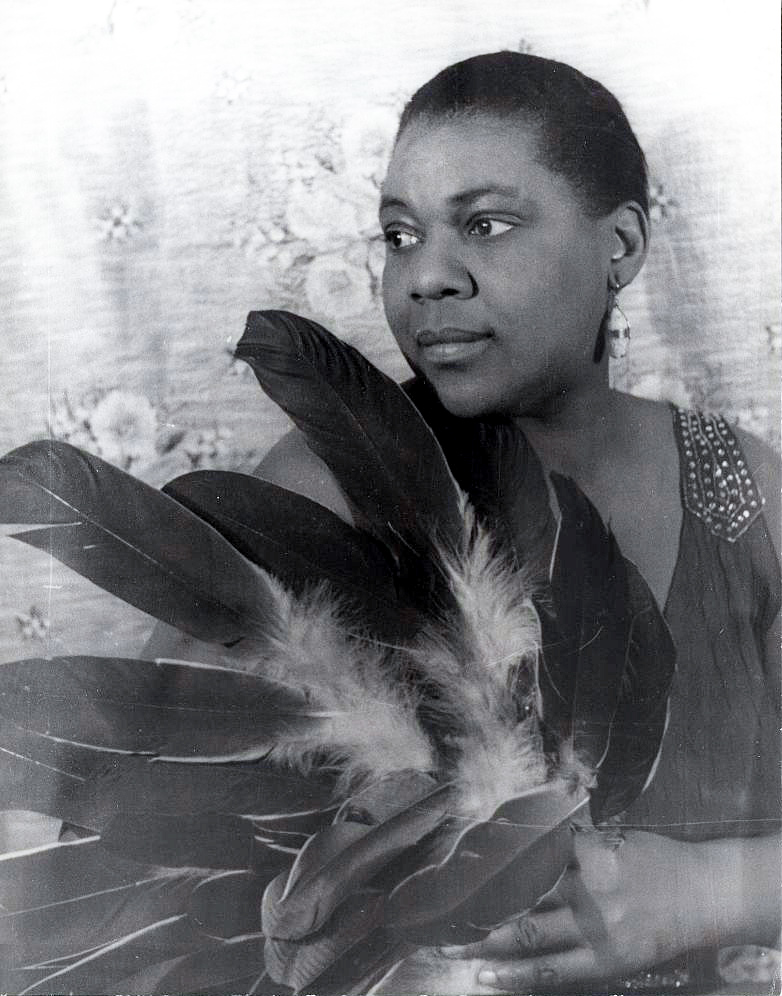
1936년 2월 3일, 베시 스미스
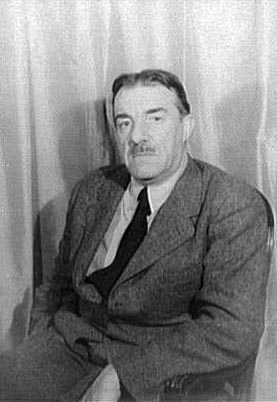
1936년 2월 17일, 페르낭 레제
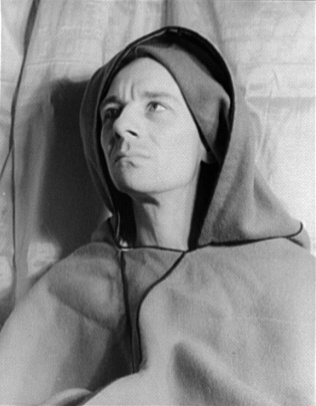
1936년 12월 3일, 존 길구드(리처드 2세 역)
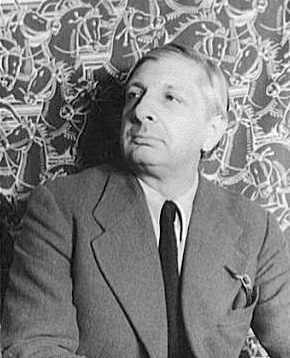
1936년 12월 5일, 조르조 데 키리코
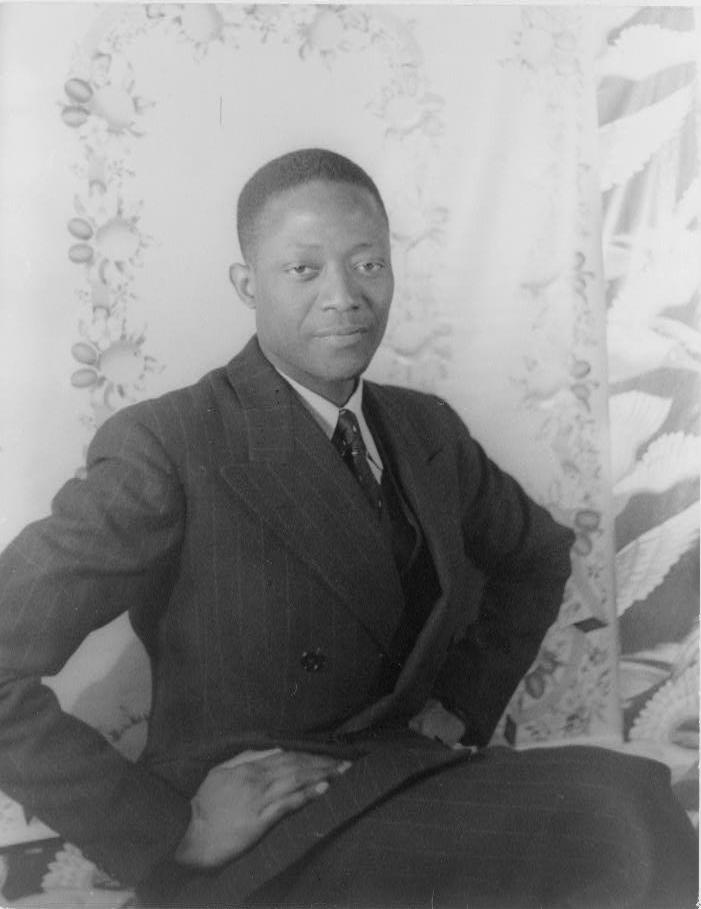
1937년, 페랄 벵가
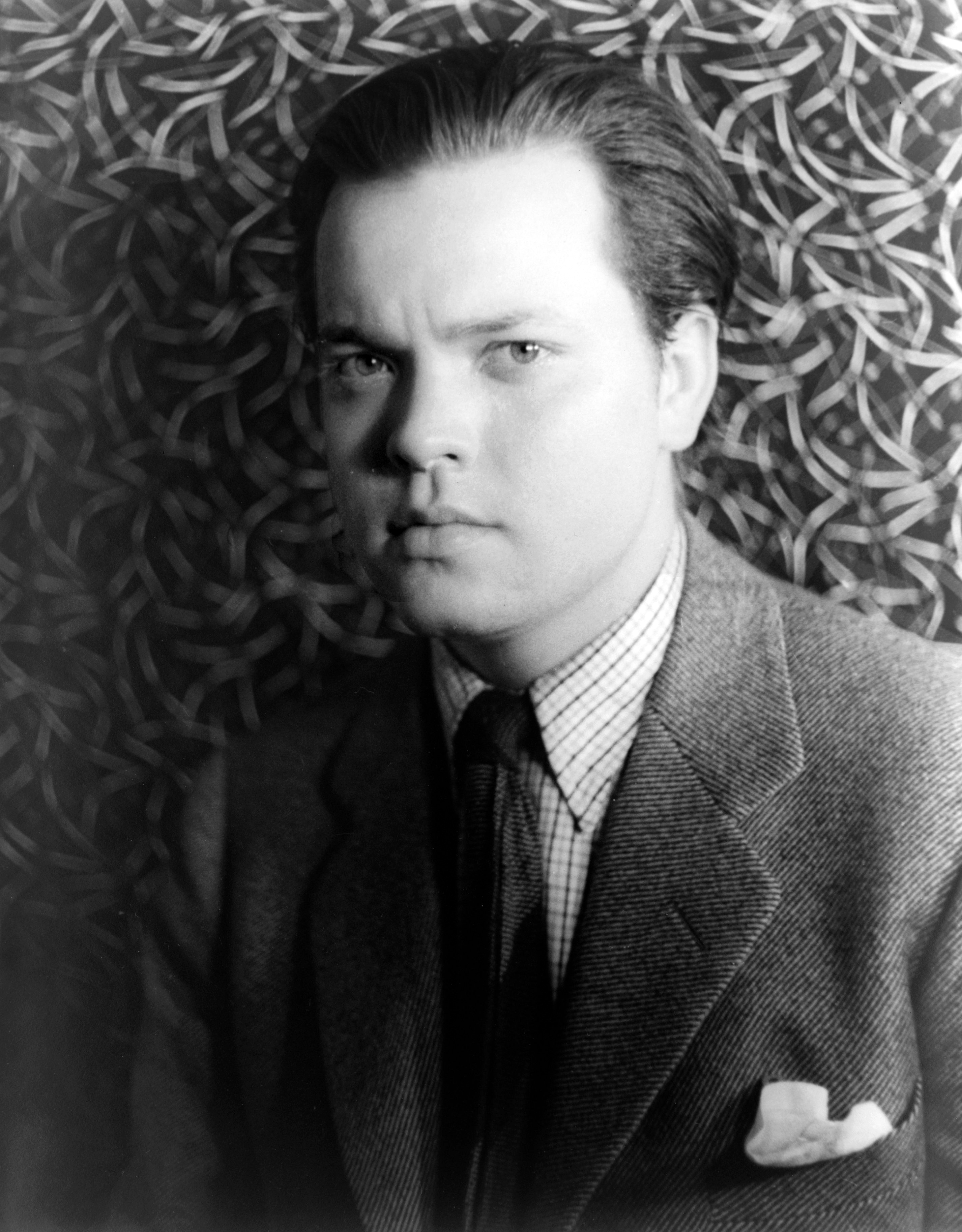
1937년 3월 1일, 오슨 웰스
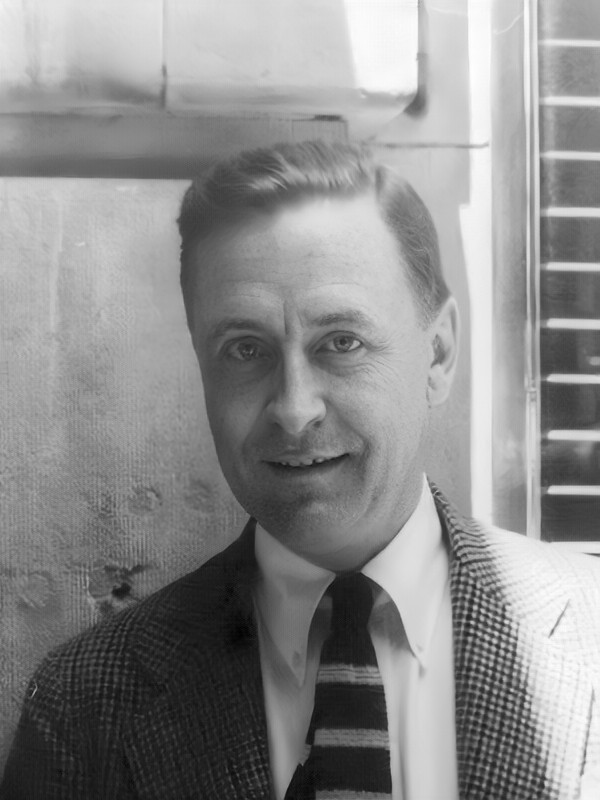
1937년 6월 4일, F. 스콧 피츠제럴드
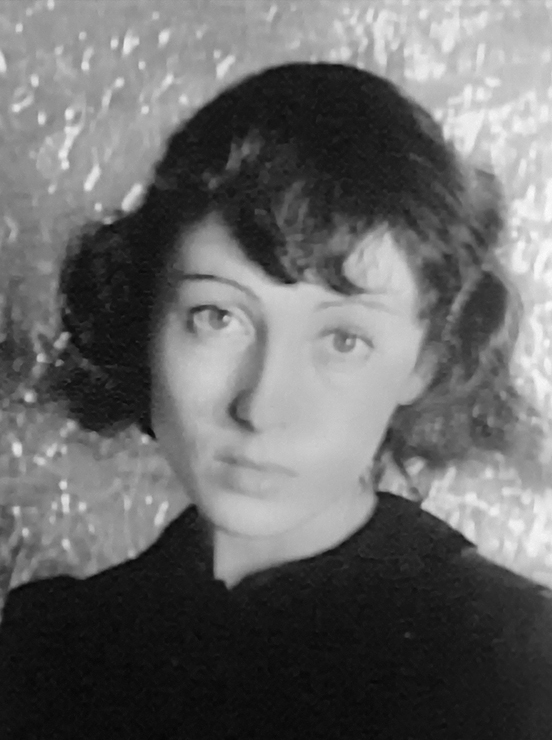
1937년 9월 2일, 루이제 라이너
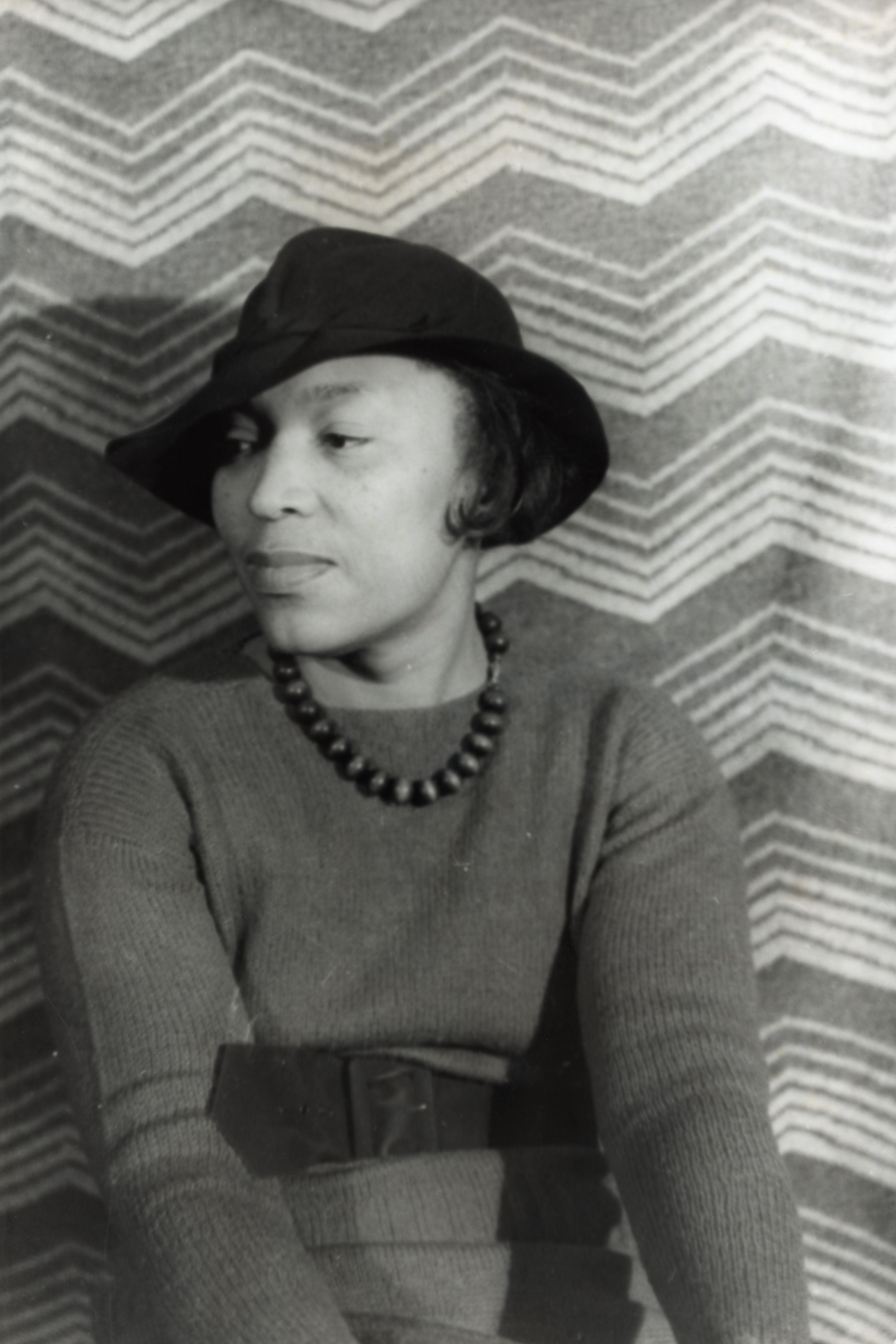
1938년 4월 3일, 조라 닐 허스턴
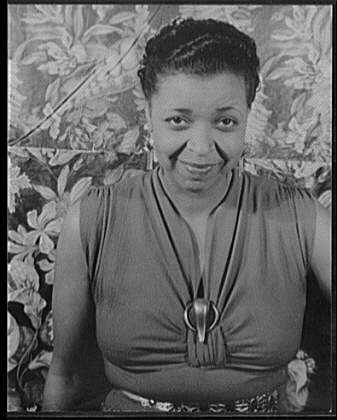
1938년, 에설 워터스
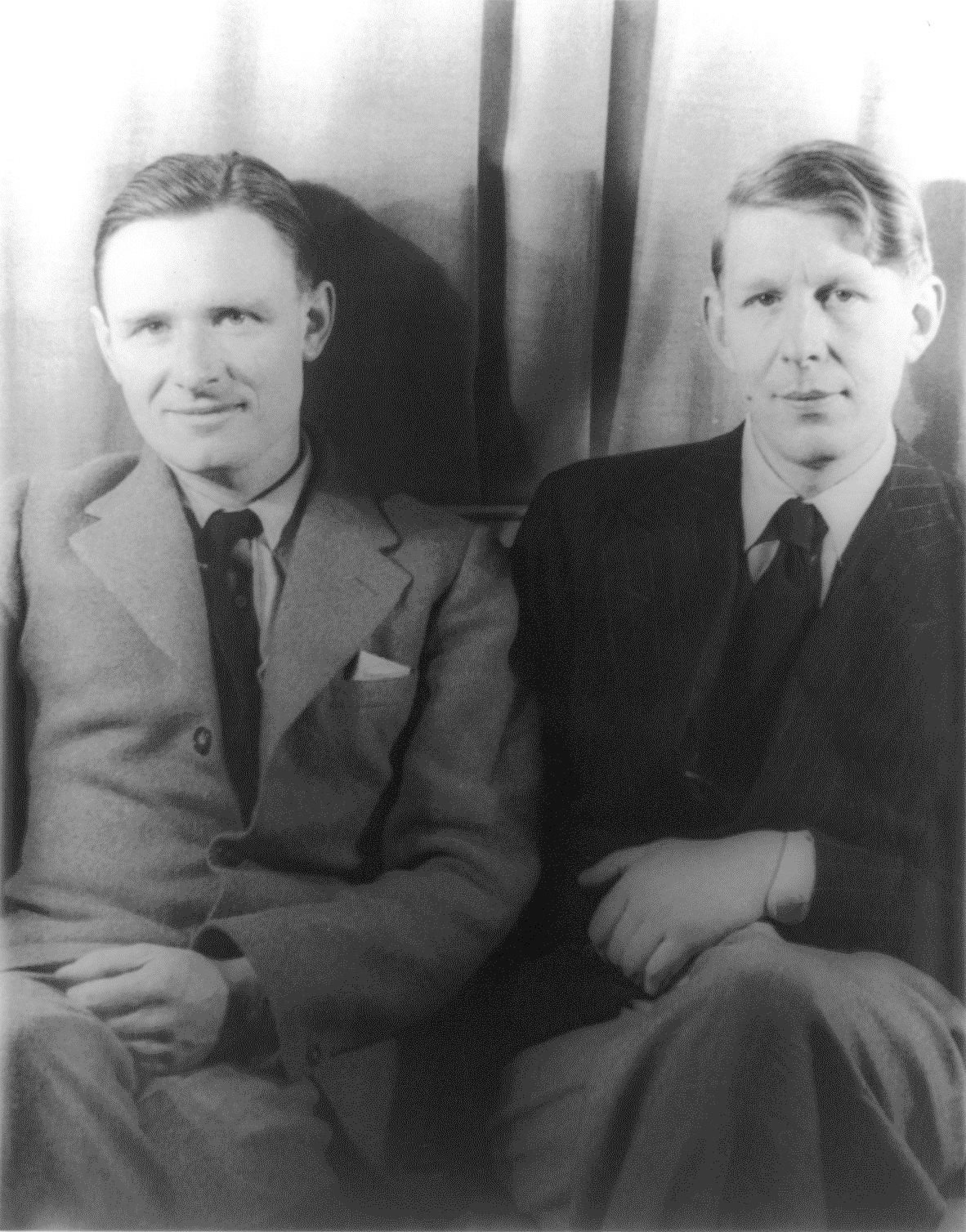
1939년 2월 6일, 크리스토퍼 이셔우드와 W. H. 오든
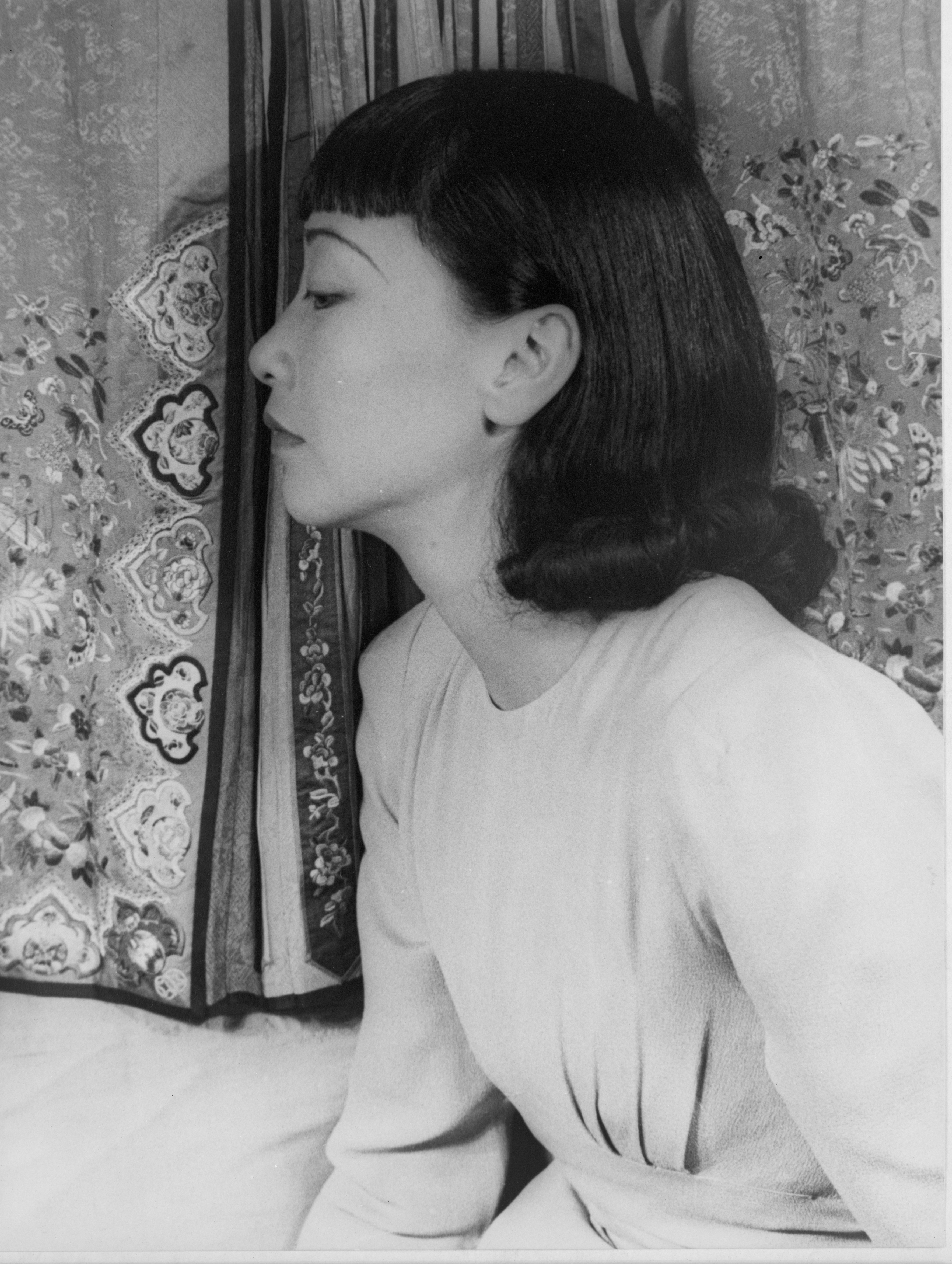
1939년 4월 25일, 애나 메이 웡
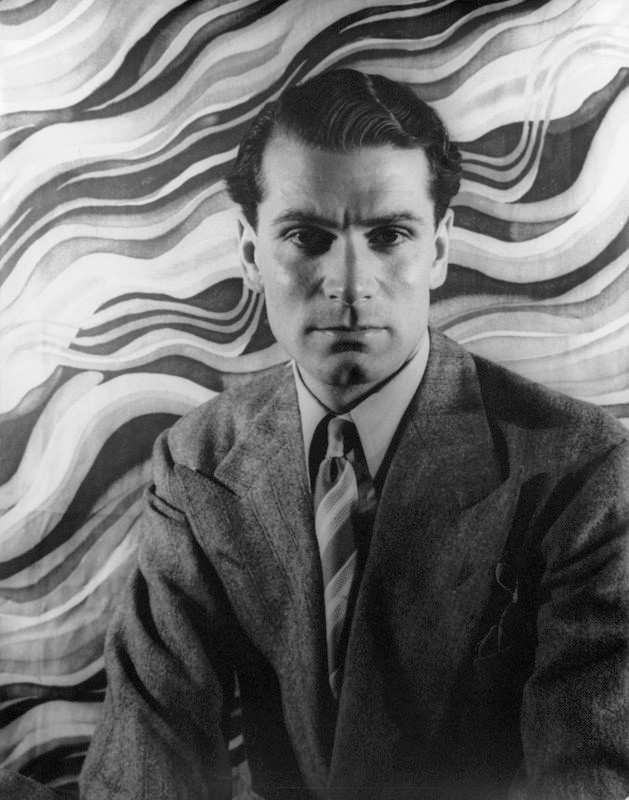
1939년 6월 17일, 로런스 올리비에
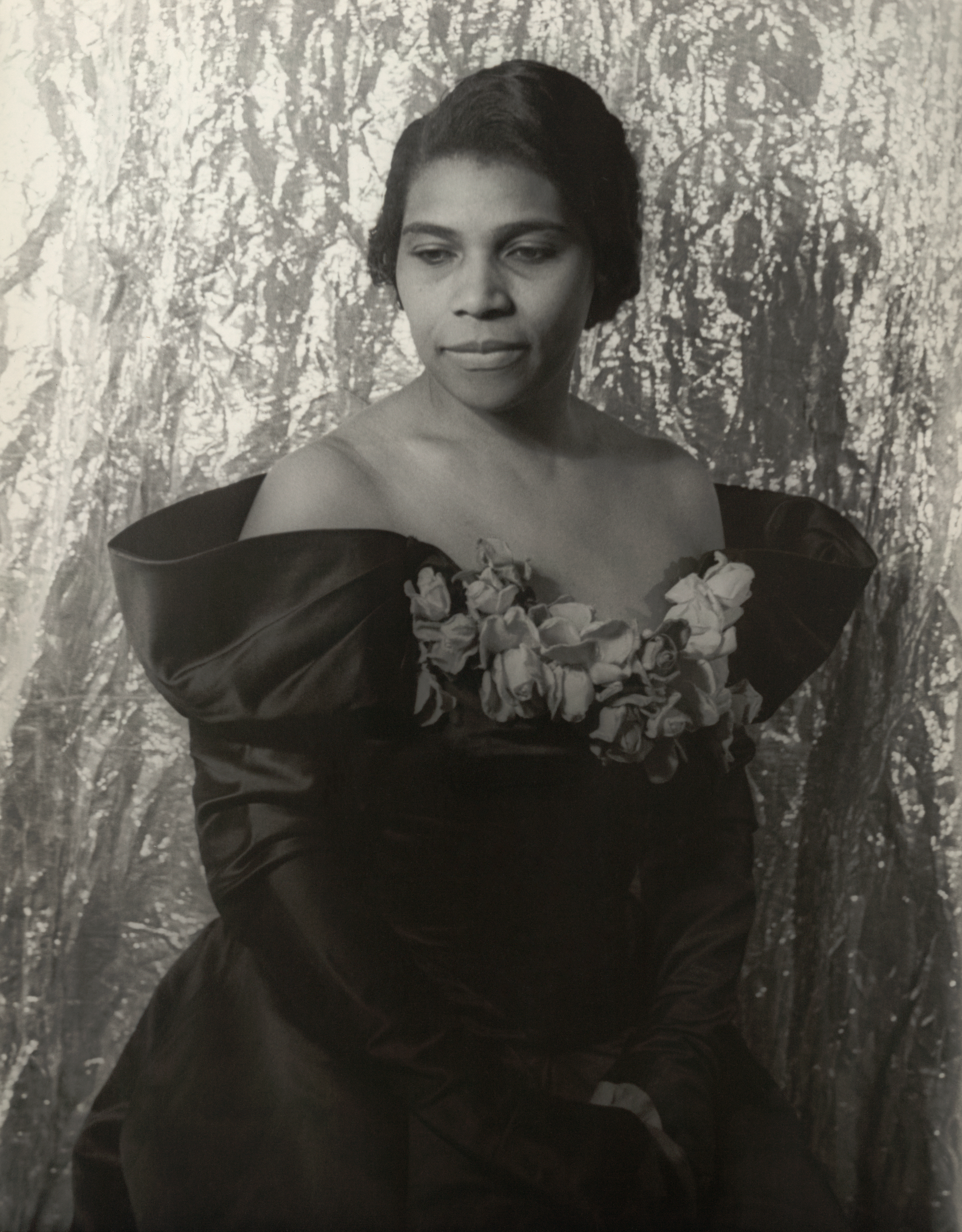
1940년 1월 14일, 매리언 앤더슨
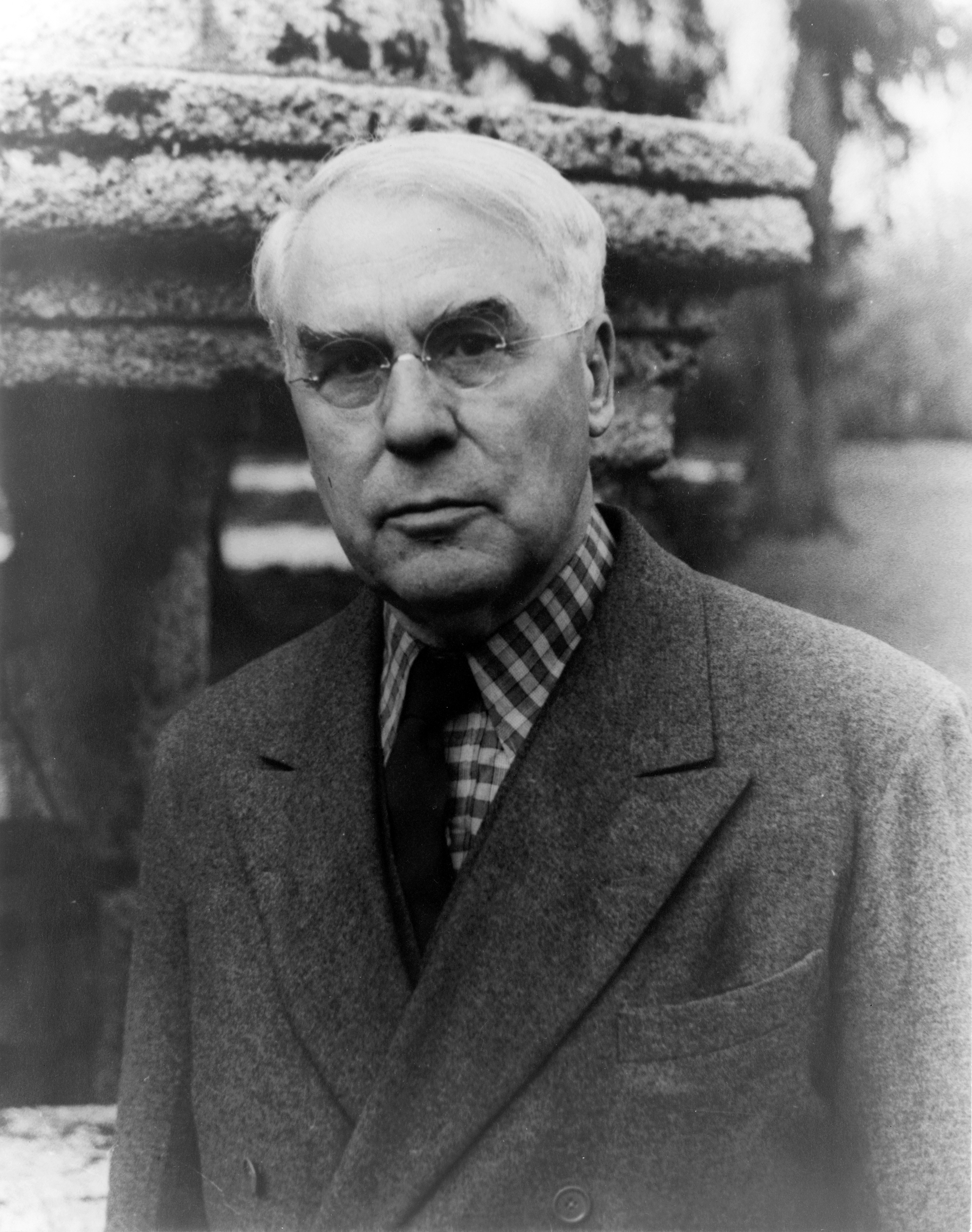
1940년 2월 4일, 알버트 C. 반스
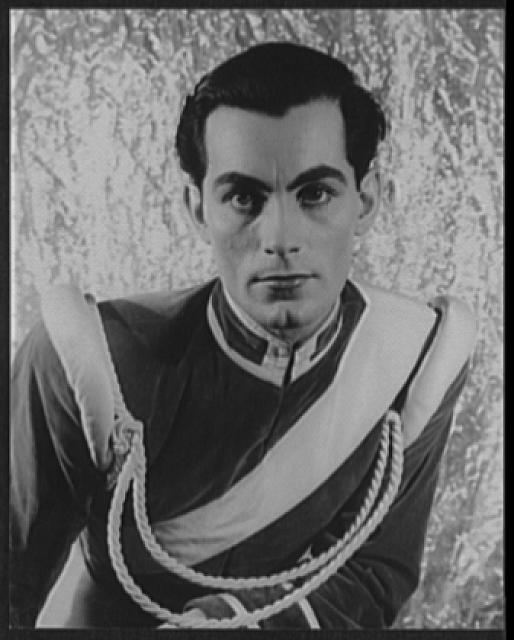
1940년, 휴 랭
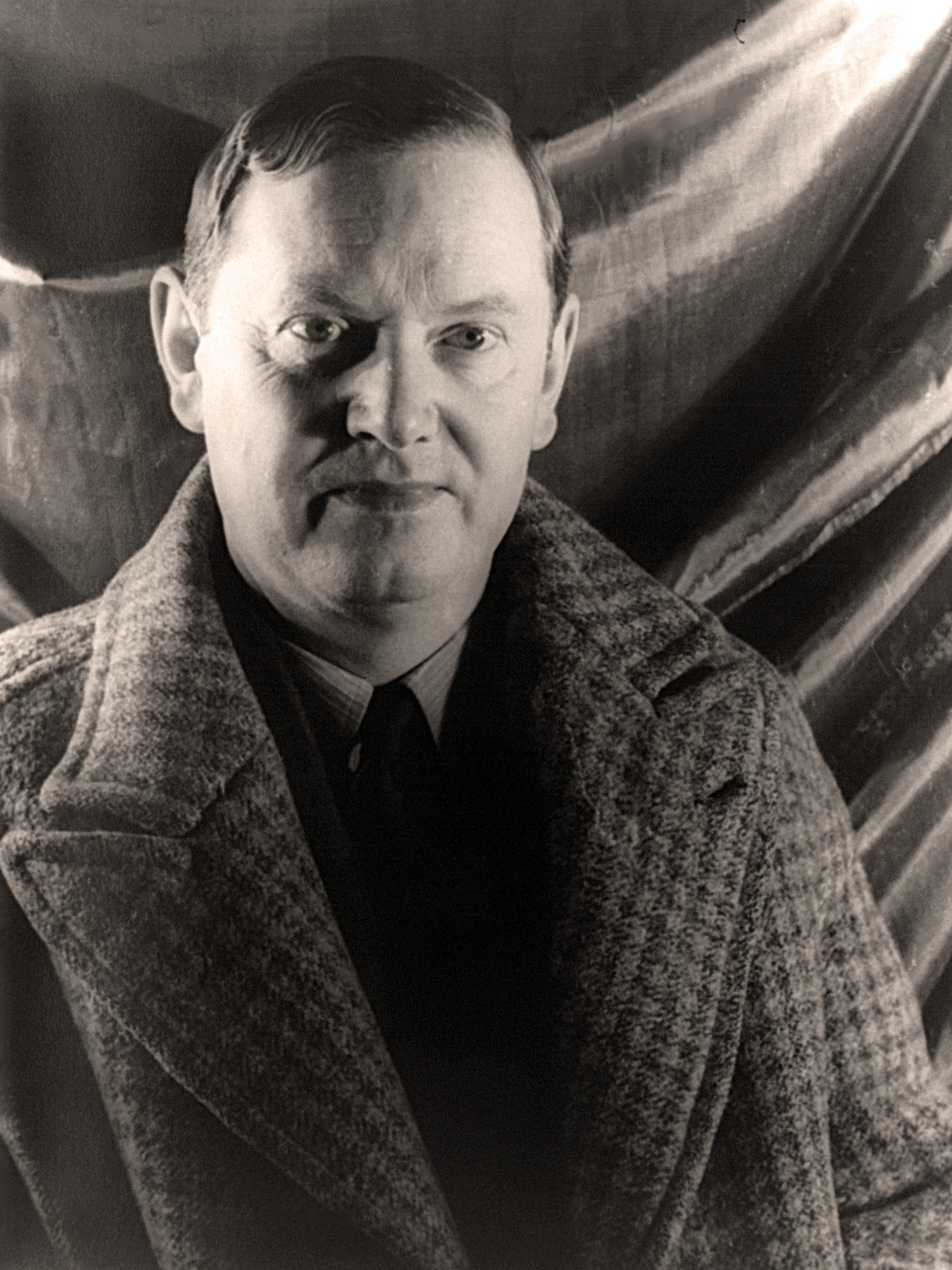
1940년 12월 15일, 에벌린 워
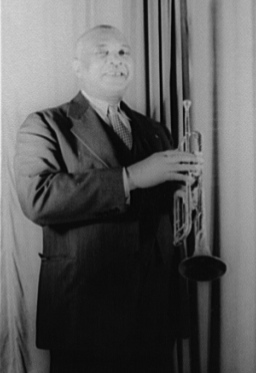
1941년 7월 17일, W.C. 핸디
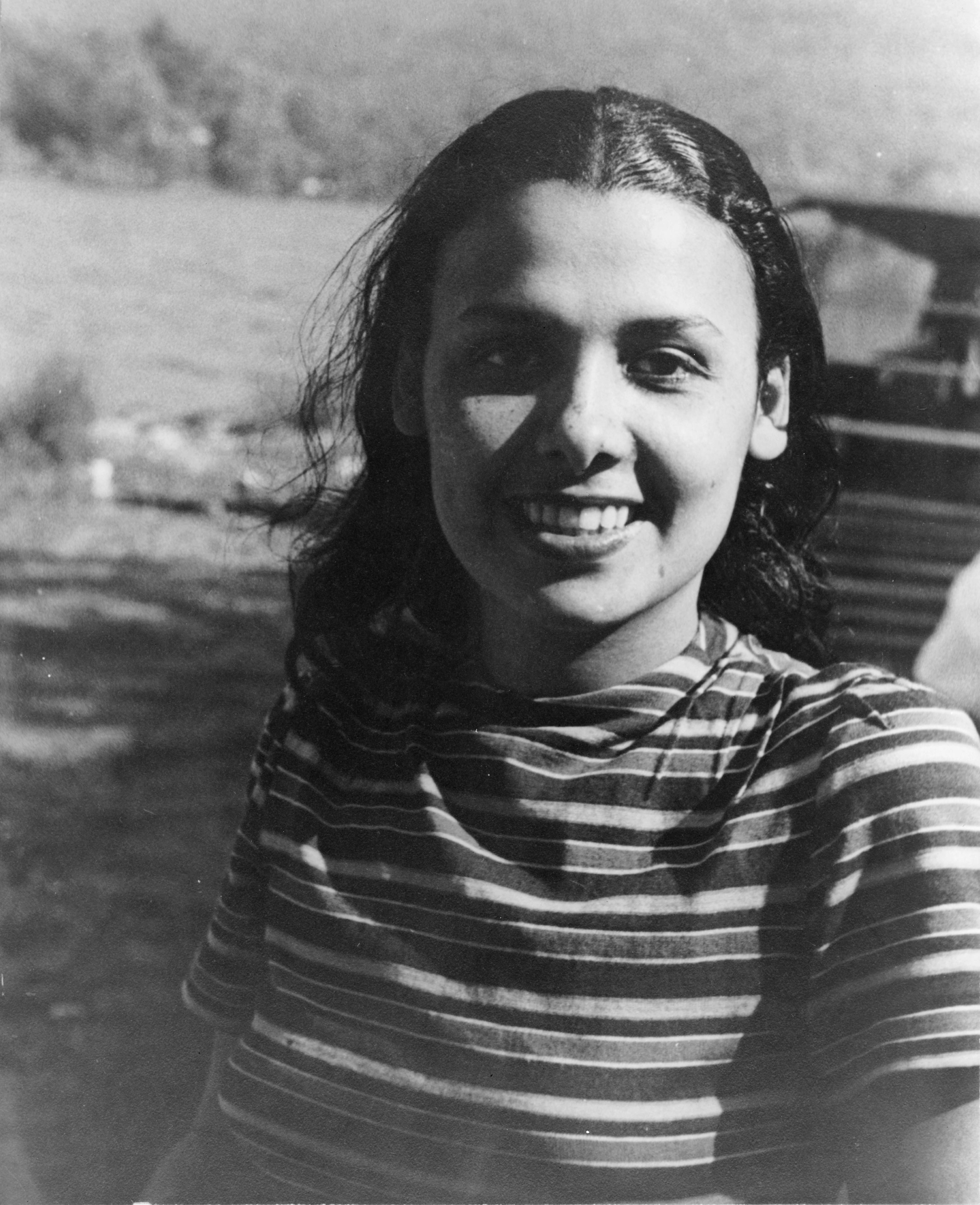
1941년, 리나 혼
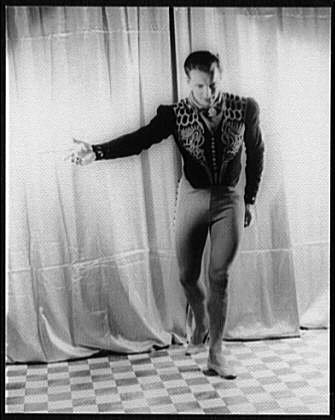
1941년 3월 10일, 앤터니 튜더
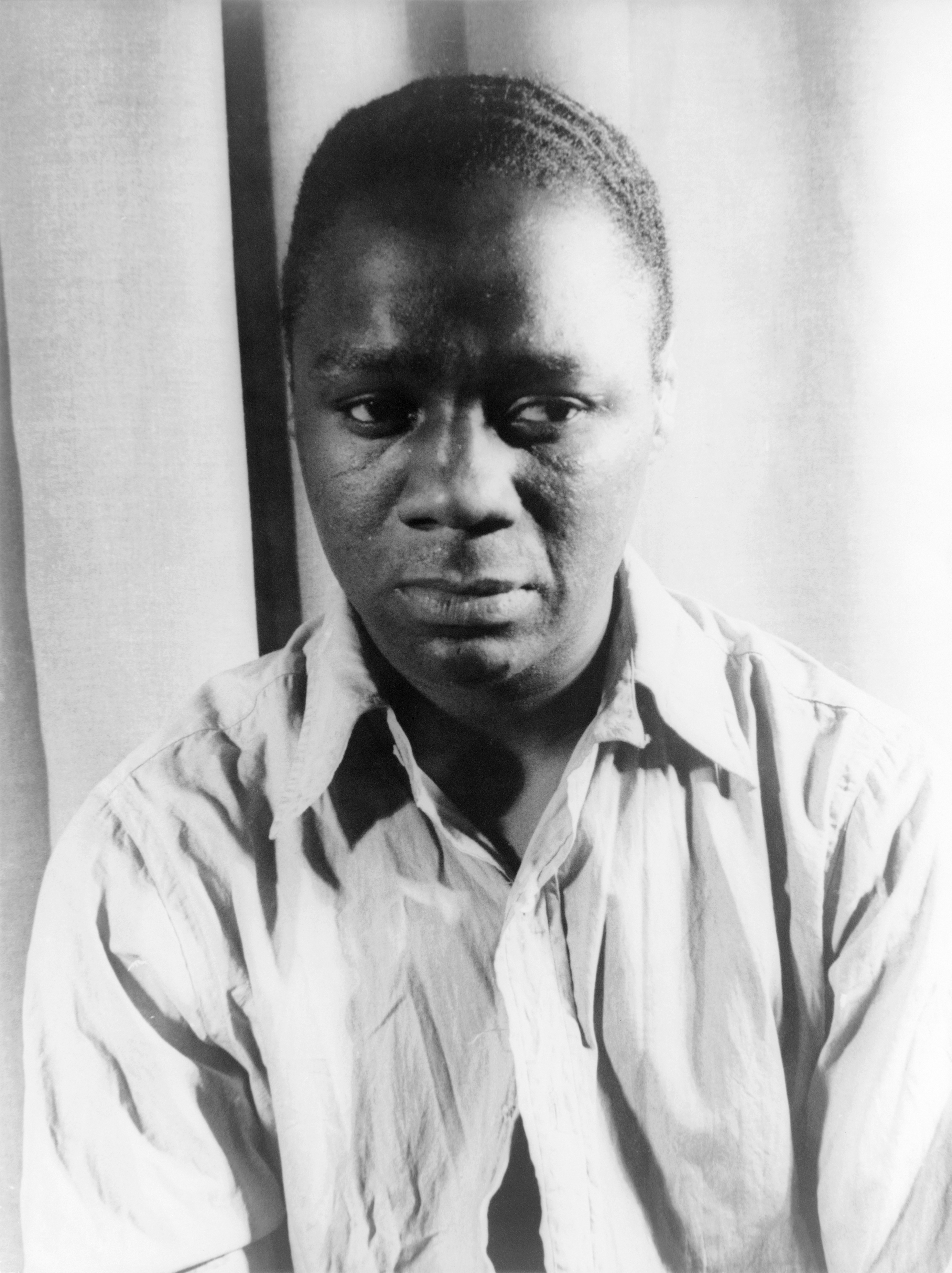
1941년 4월 7일, 캐나다 리
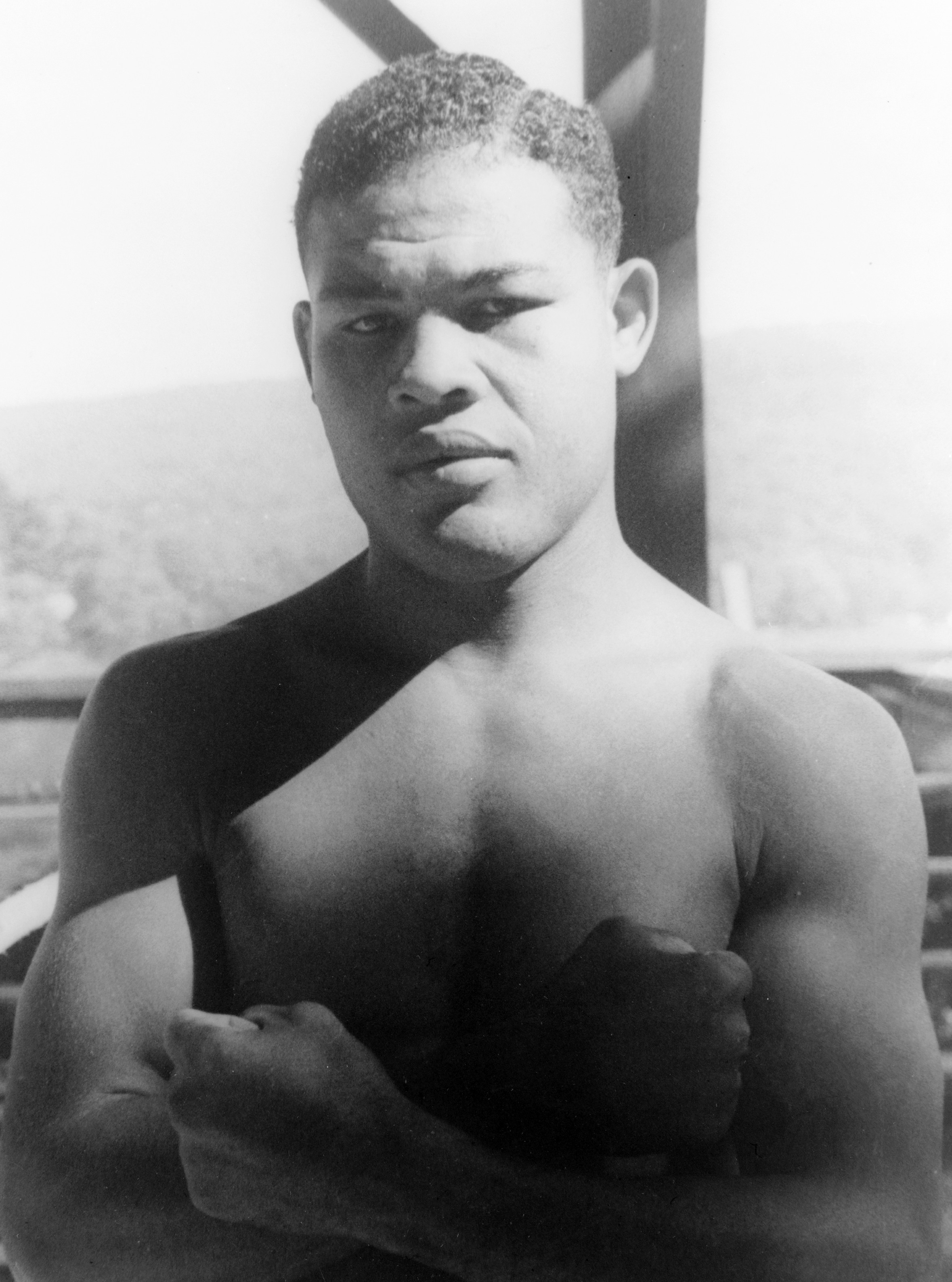
1941년 9월 15일, 조 루이스
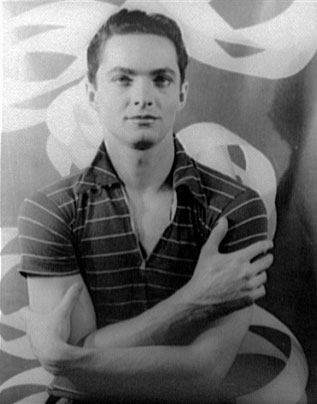
1942년 4월 11일, 조지 조리치(George Zoritch)
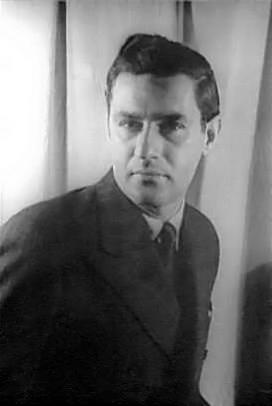
1944년 12월 10일, 잔 카를로 메노티
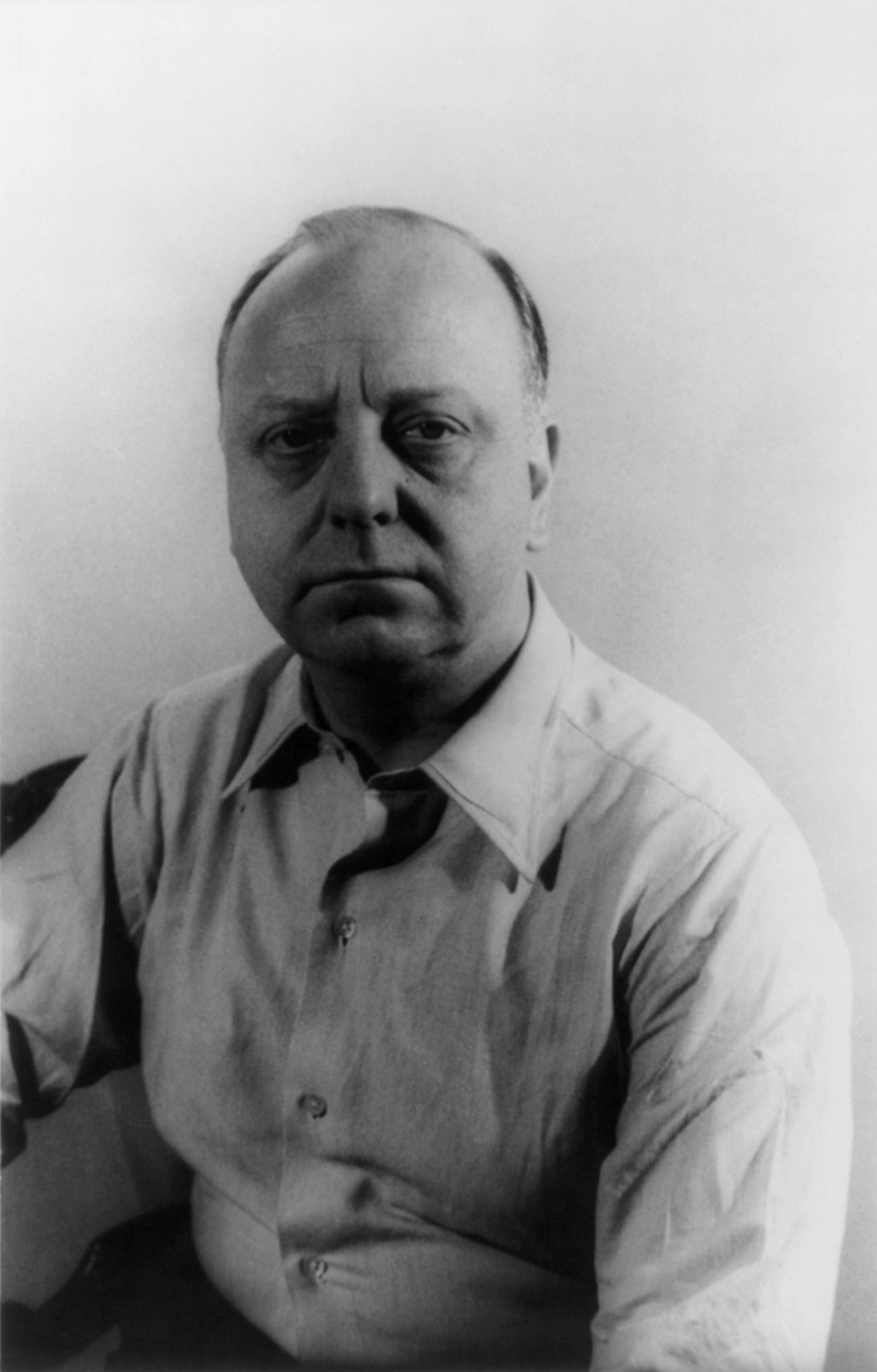
1947년 6월 4일, 버질 톰슨
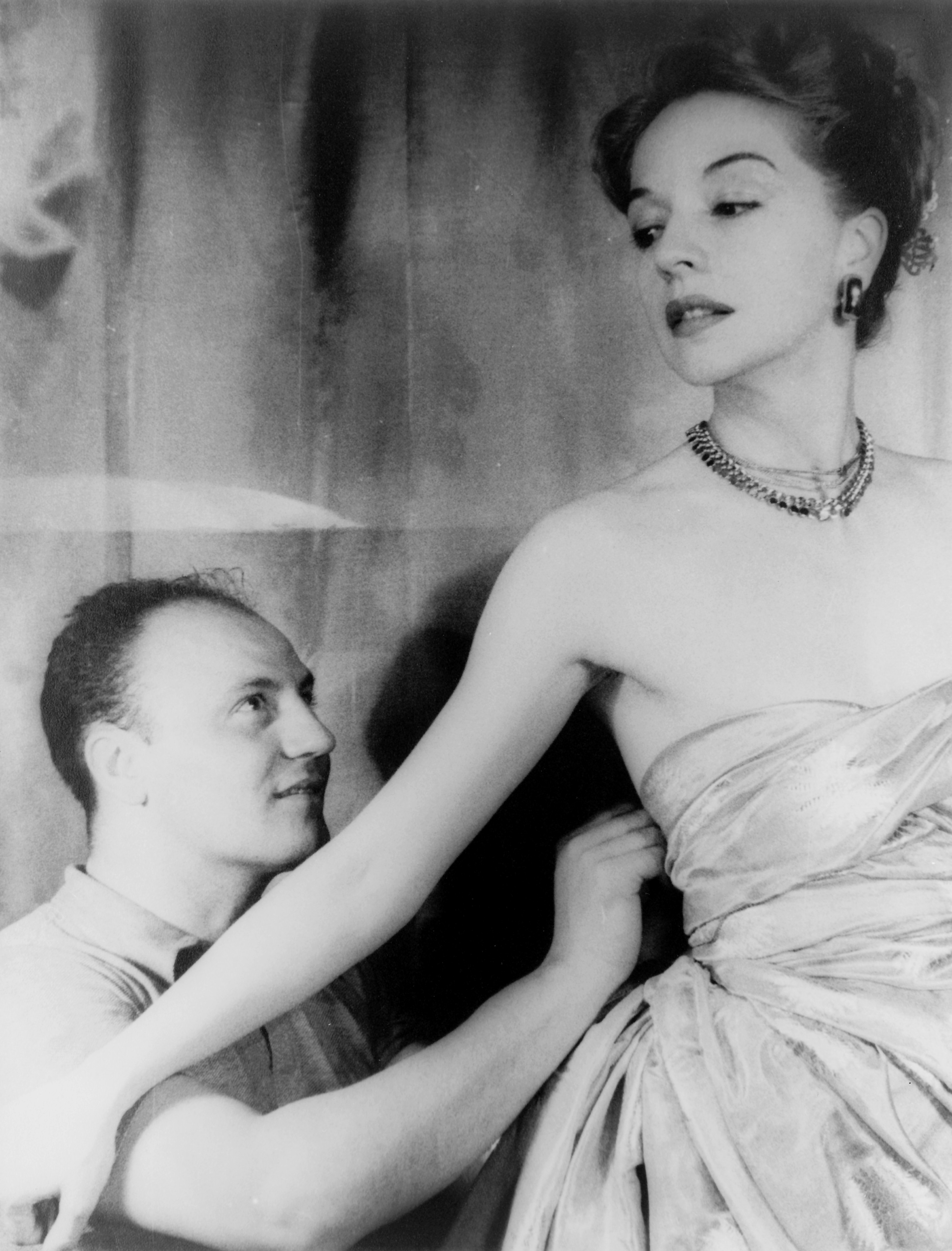
1947년 11월 9일, 피에르 발망과 루스 포드
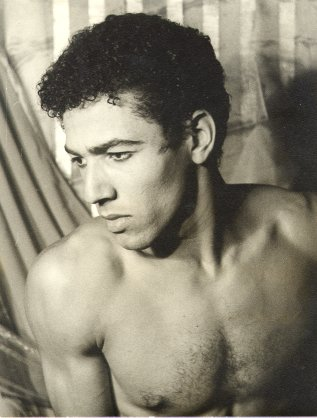
1947년, 프란치스코 몬시온
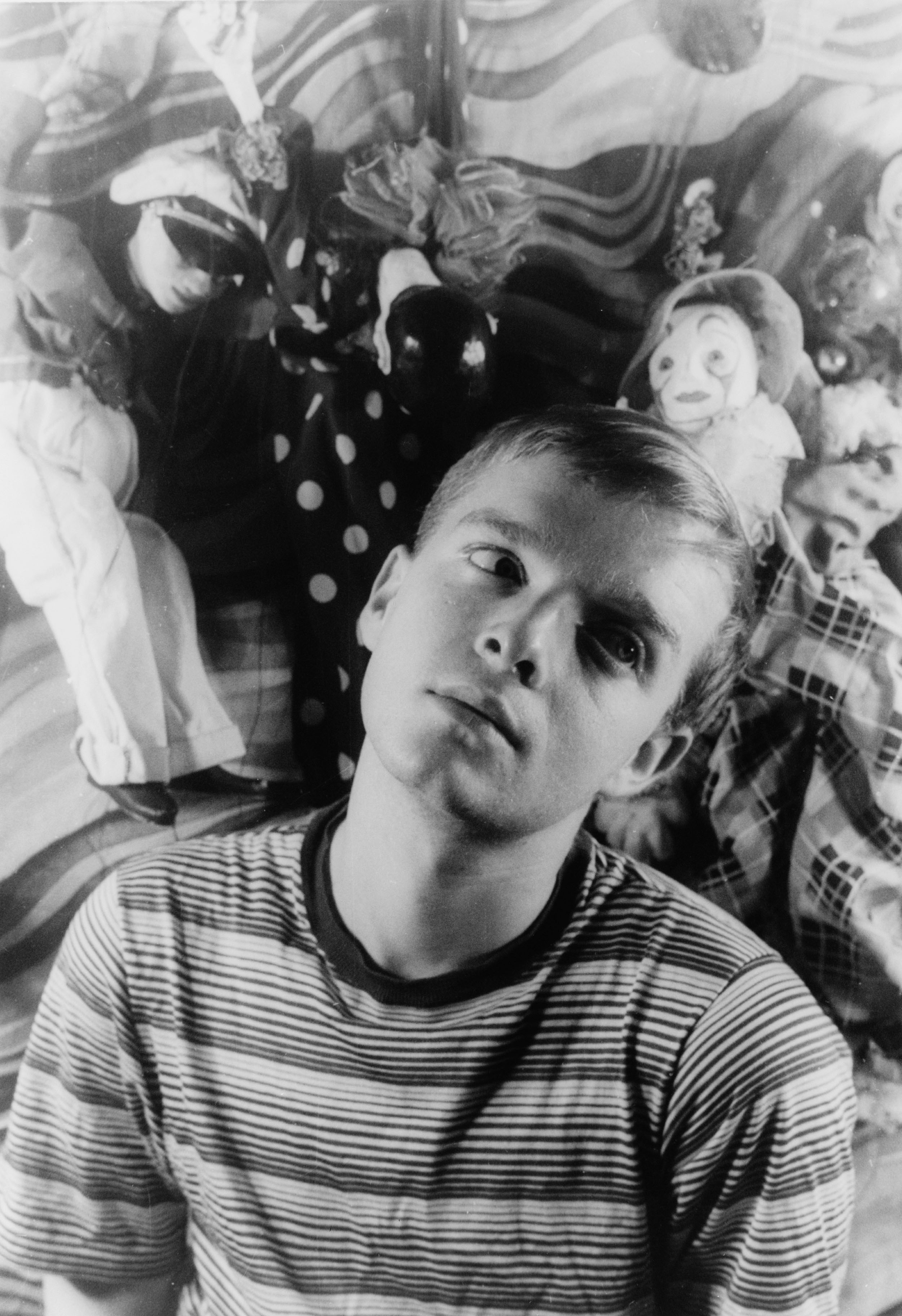
1948년, 트루먼 커포티
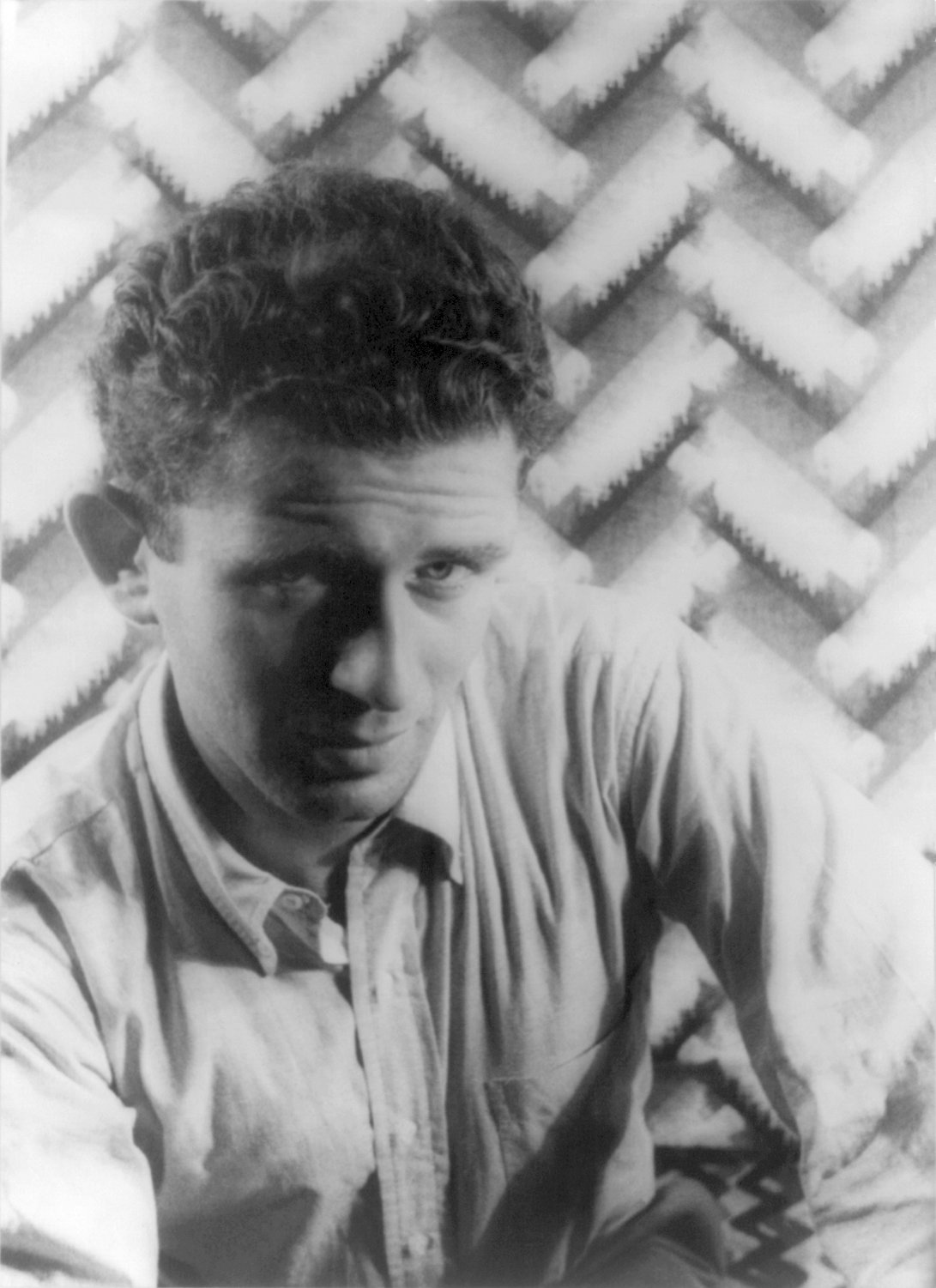
1948년 9월 13일, 노먼 메일러
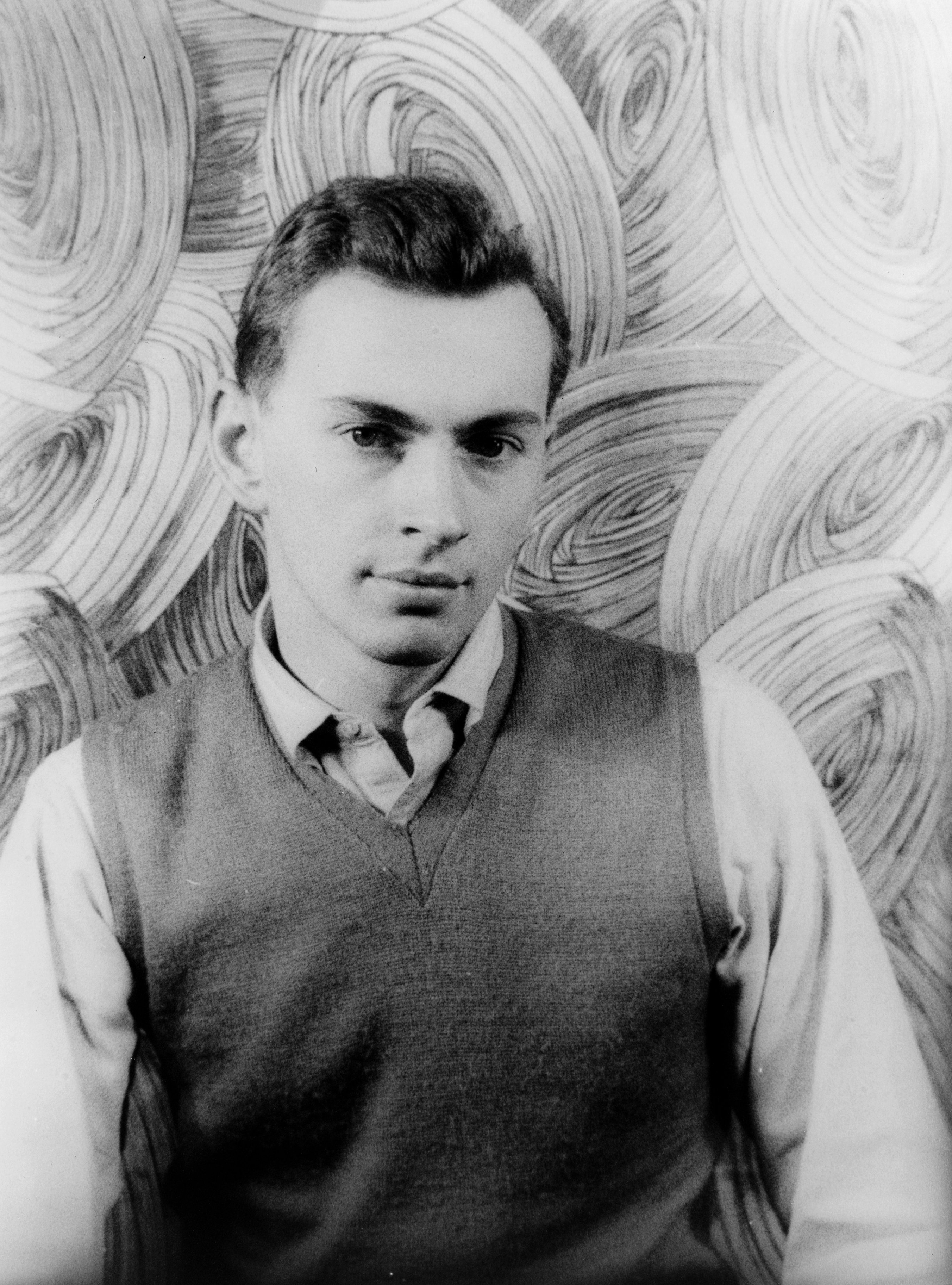
1948년 11월 14일, 고어 비달
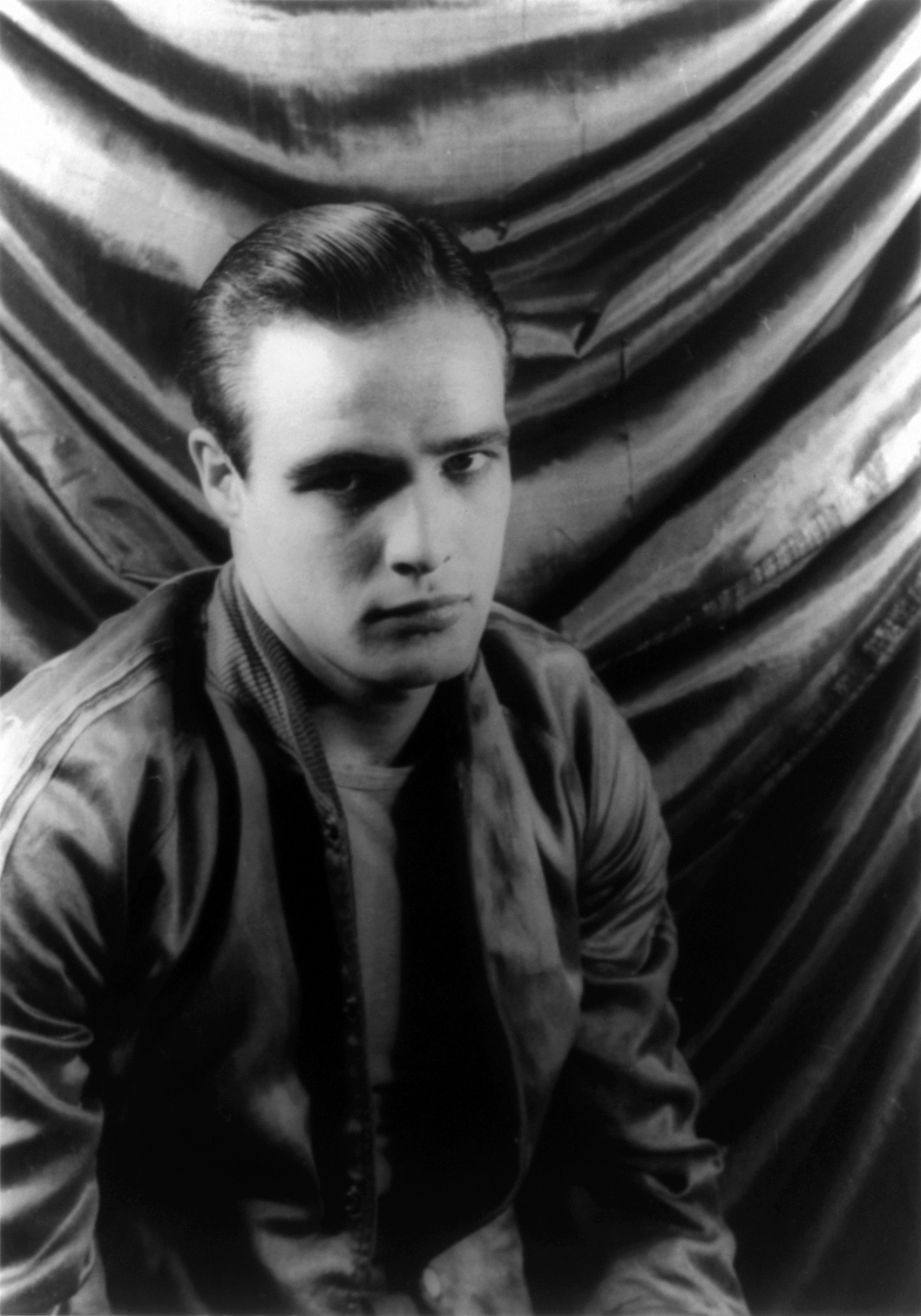
1948년 12월 27일, 말론 브란도
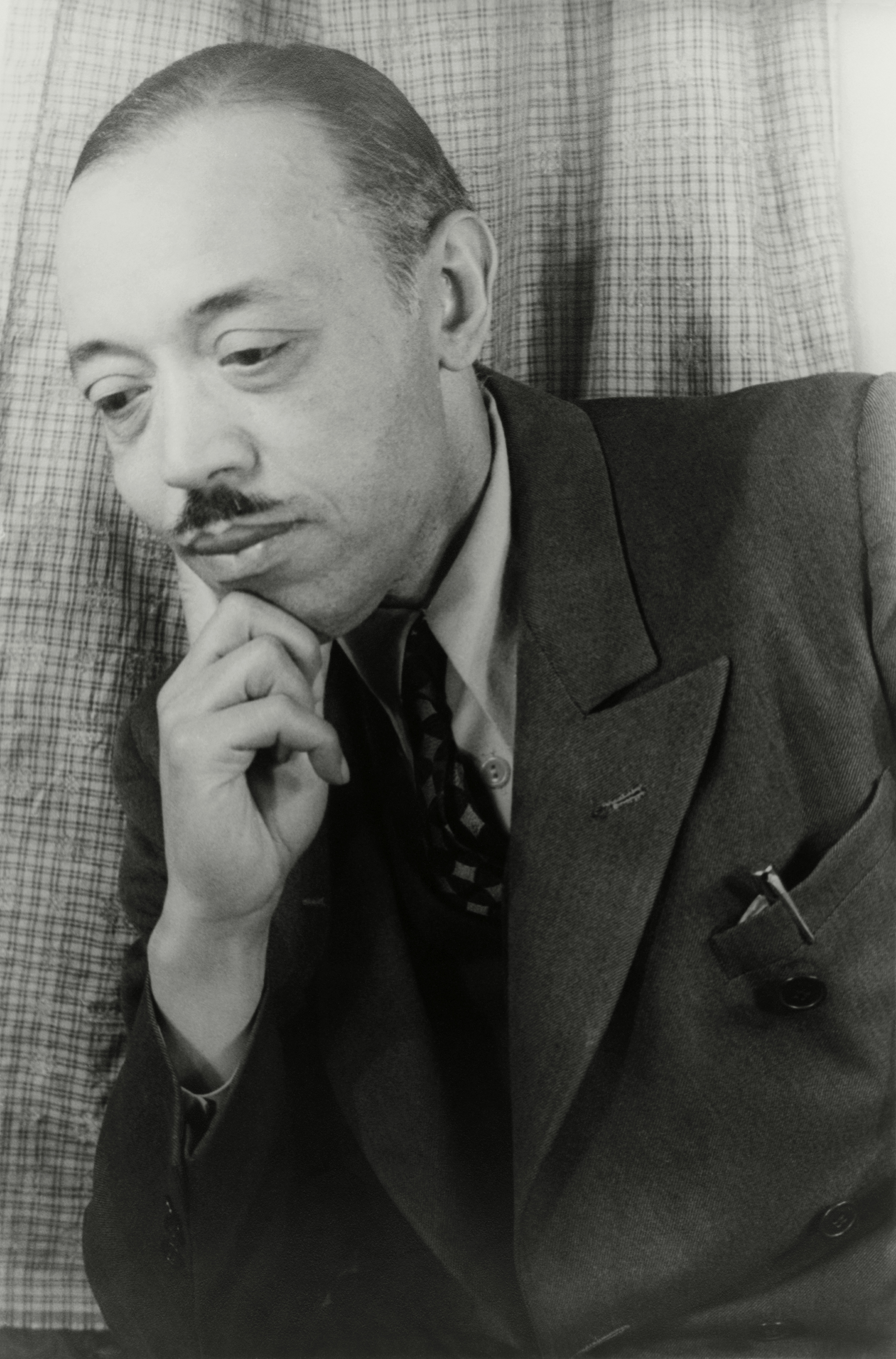
1949년 3월 12일, 윌리엄 그랜트 스틸
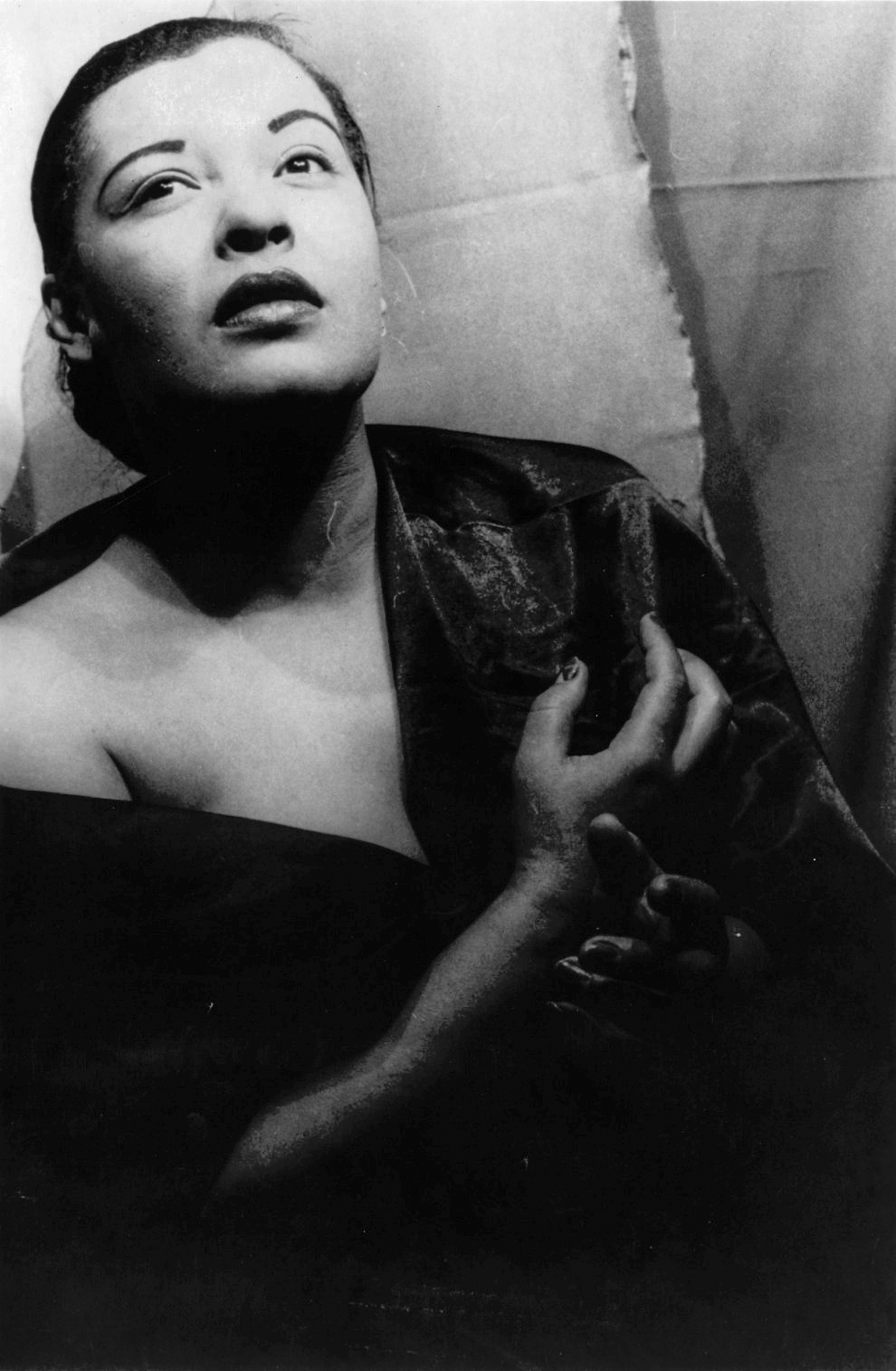
1949년 3월 23일, 빌리 홀리데이
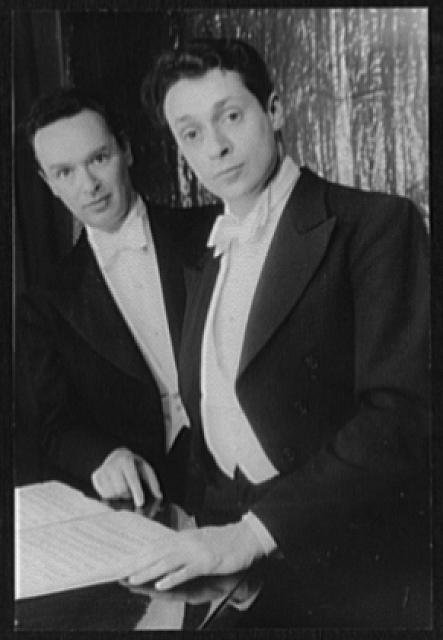
1952년, 아서 골드와 로버트 피즈데일
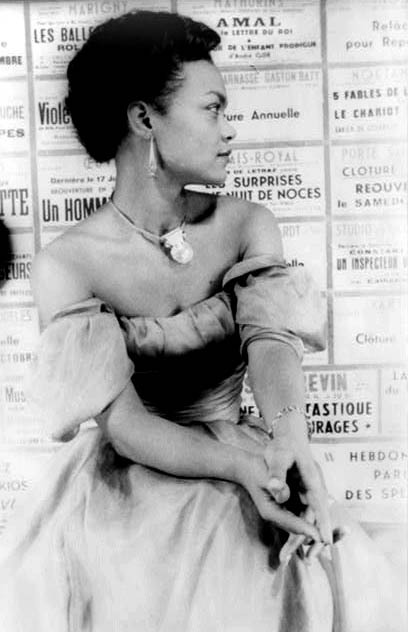
1952년, 어사 키트
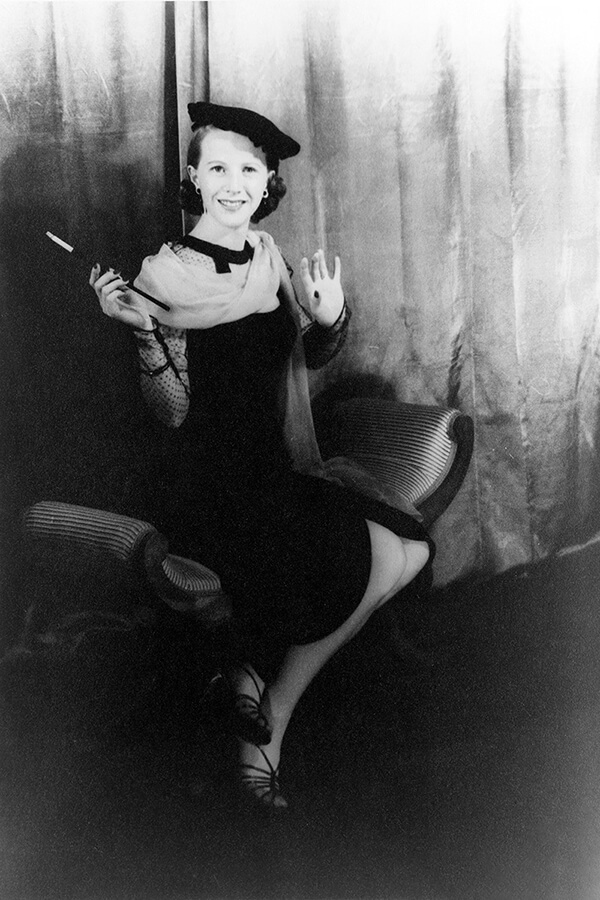
1952년 5월 2일, 줄리 해리스
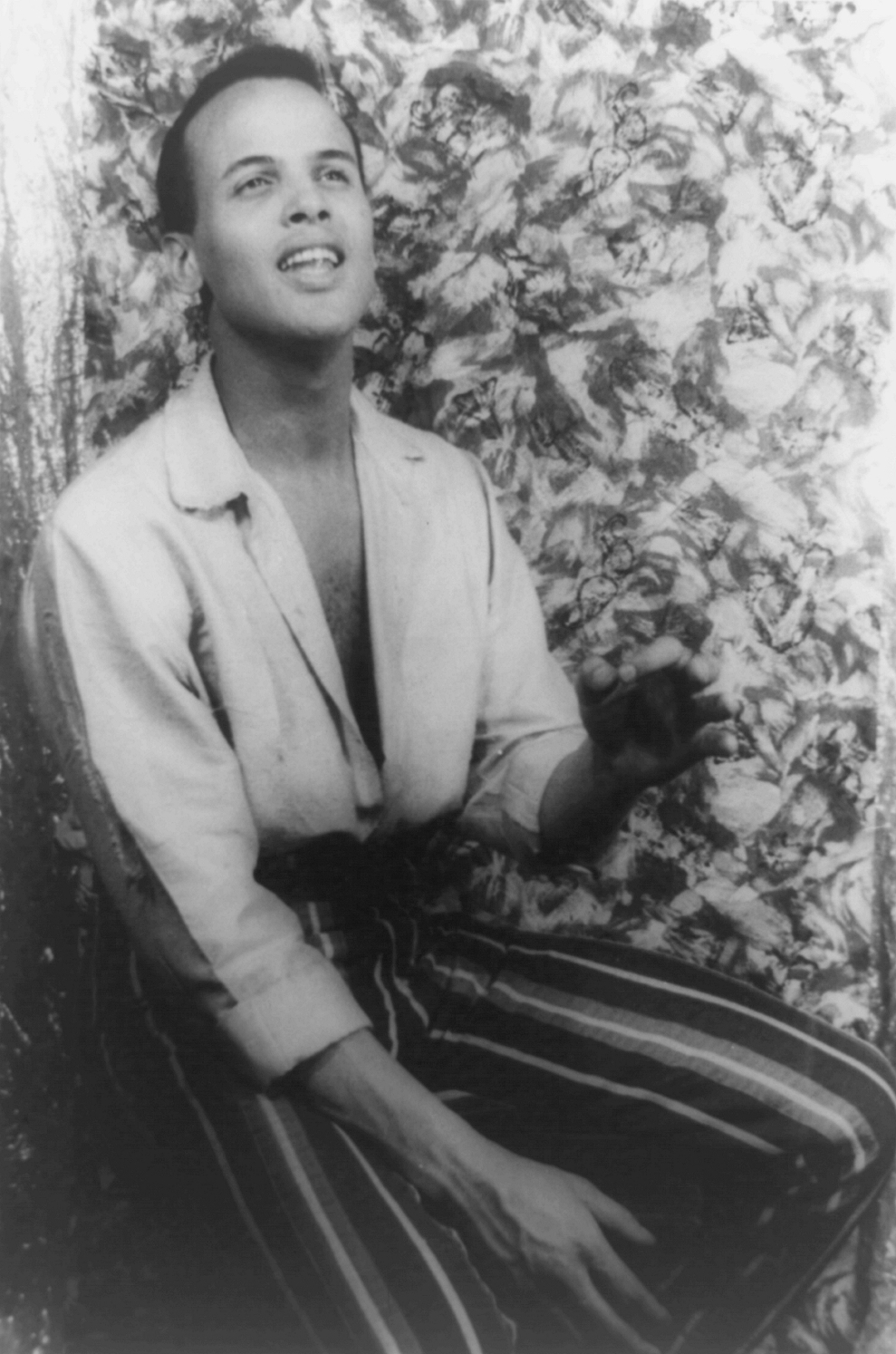
1954년 2월 18일, 해리 벨라폰테
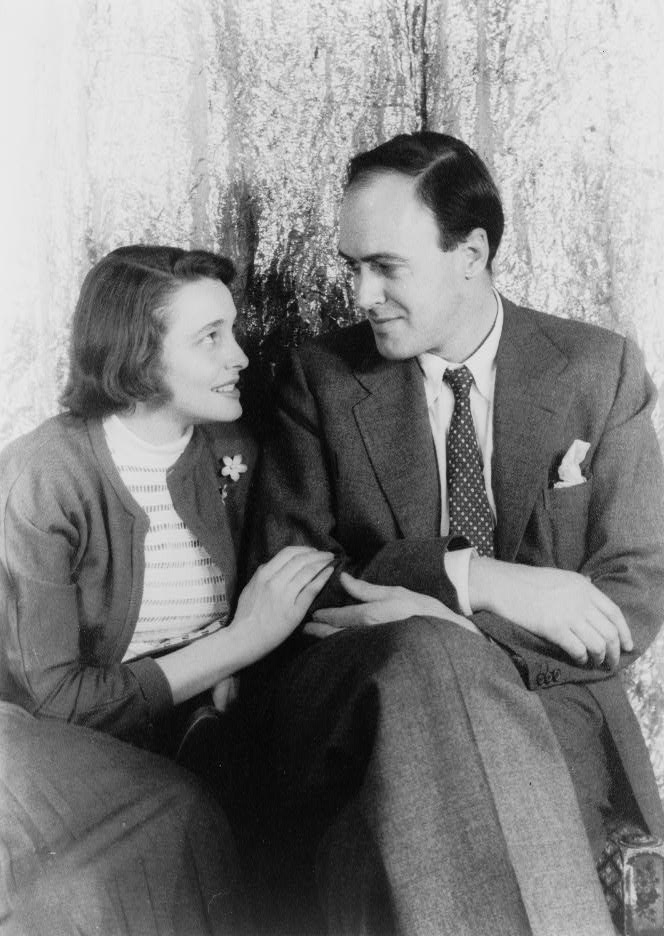
1954년 4월 20일, 퍼트리샤 닐, 로알드 달 부부
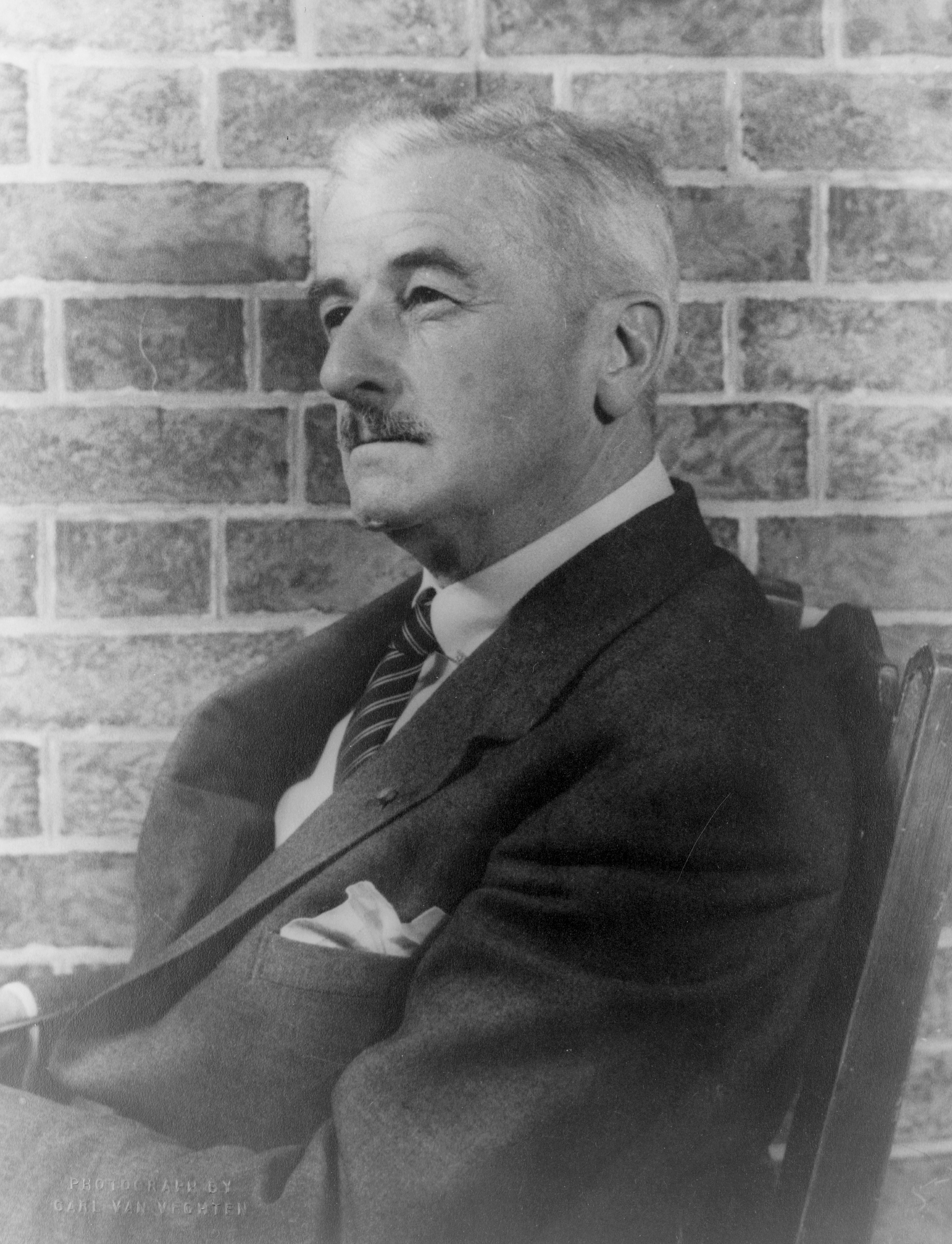
1954년, 윌리엄 포크너
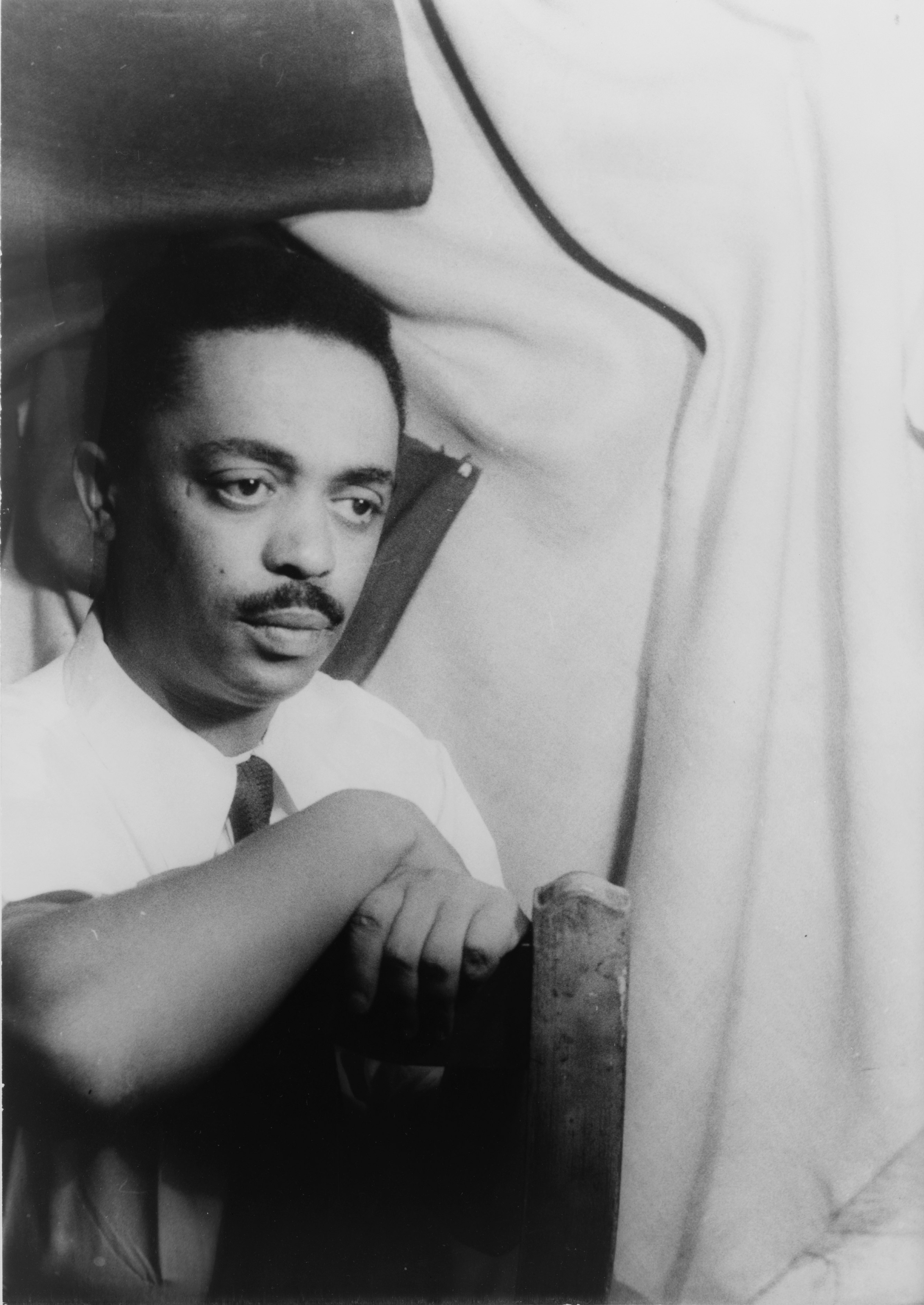
1955년, 피터 에이브러햄스
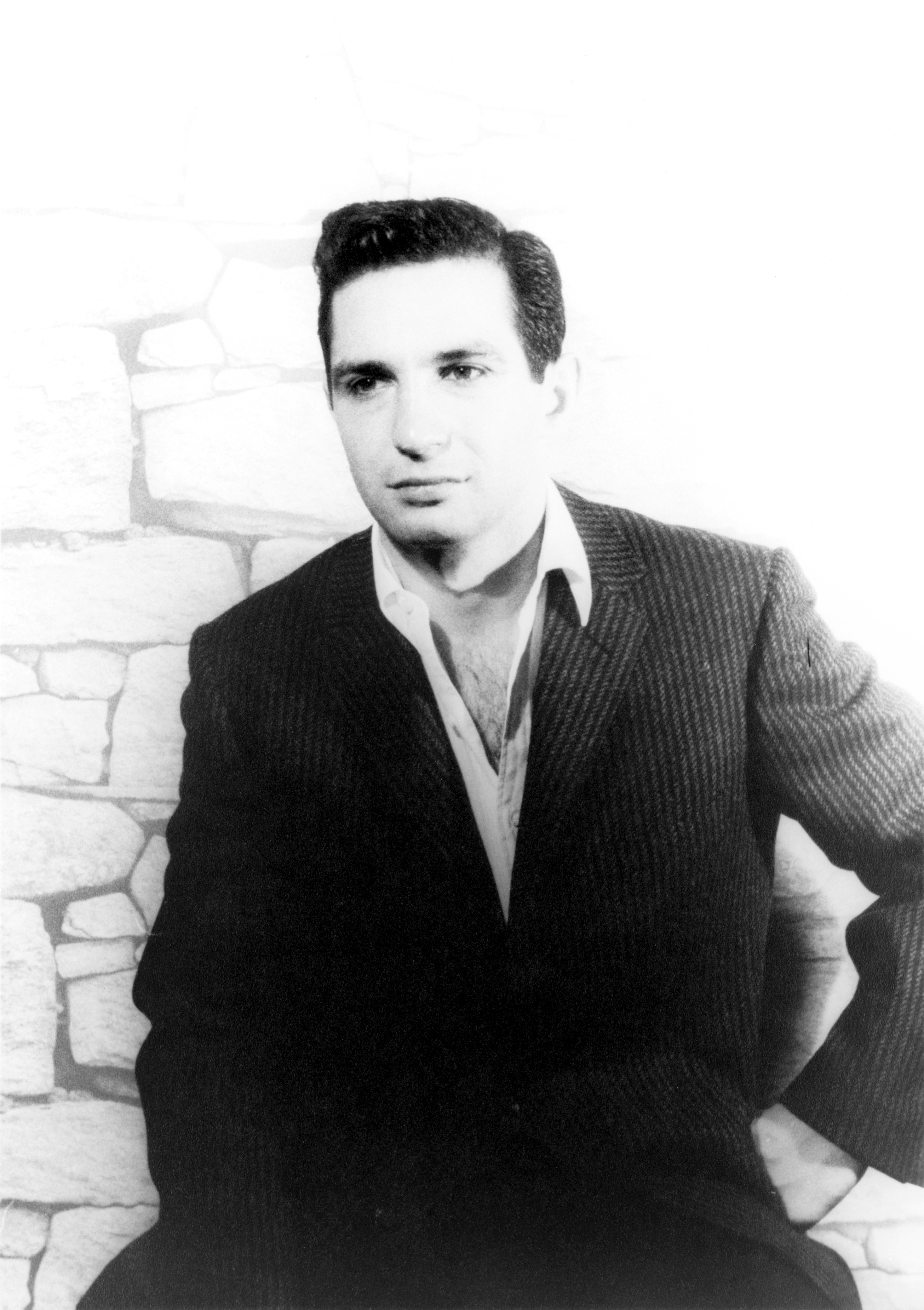
1955년 5월 13일, 벤 가자라
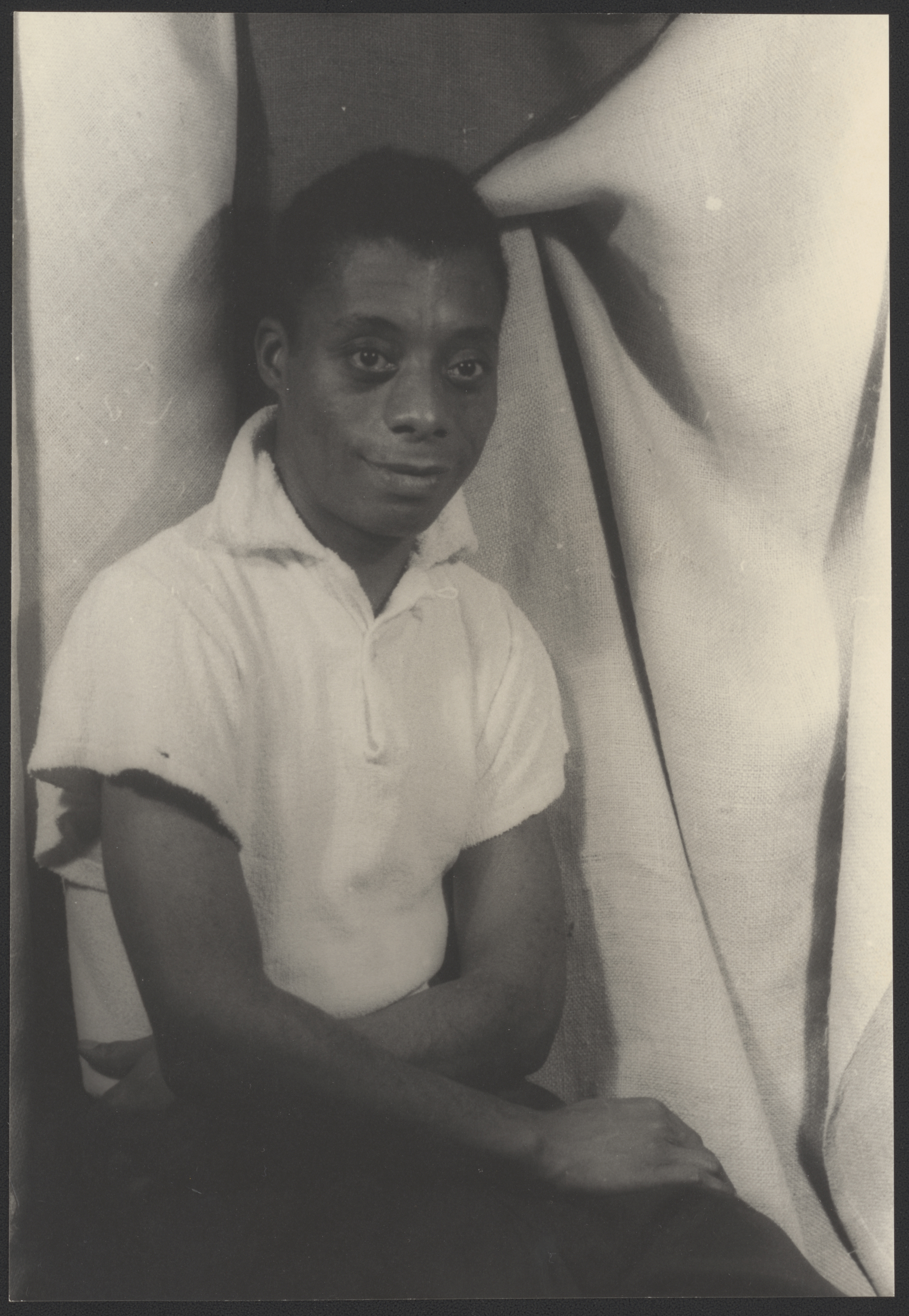
1955년 9월 13일, 제임스 볼드윈
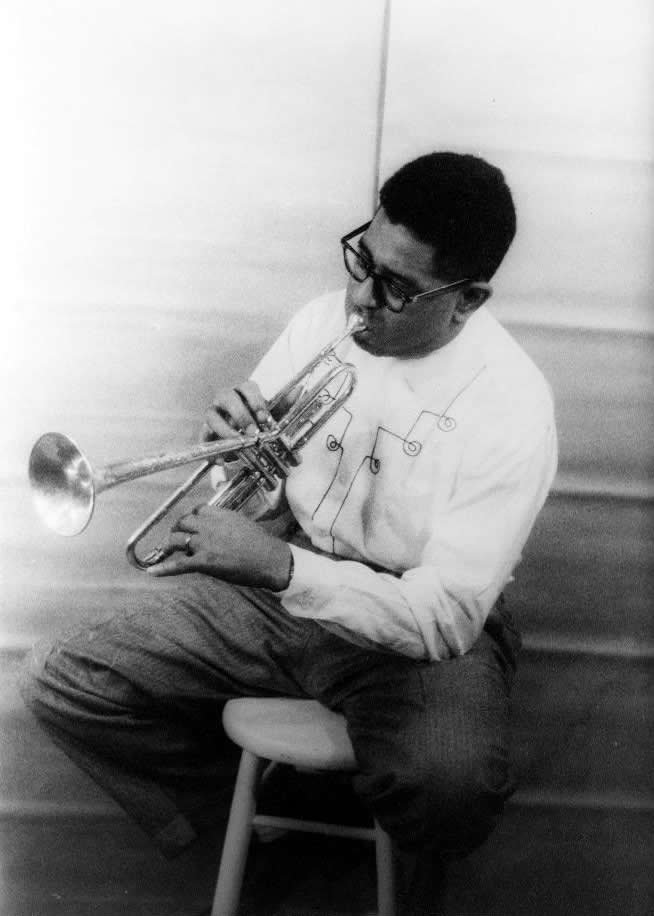
1955년 12월 2일, 디지 길레스피
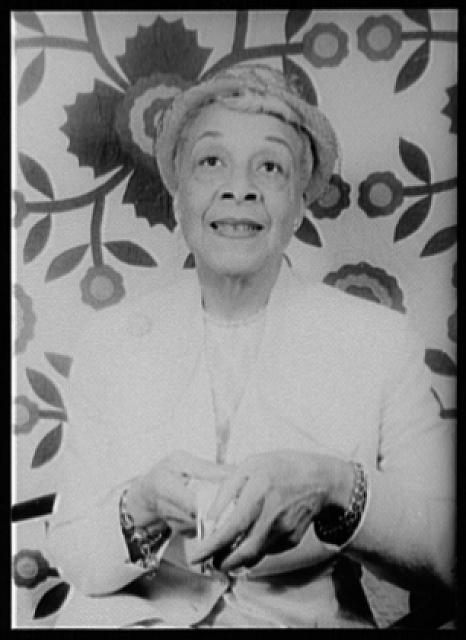
1955년, 노라 홀트(Nora Holt)
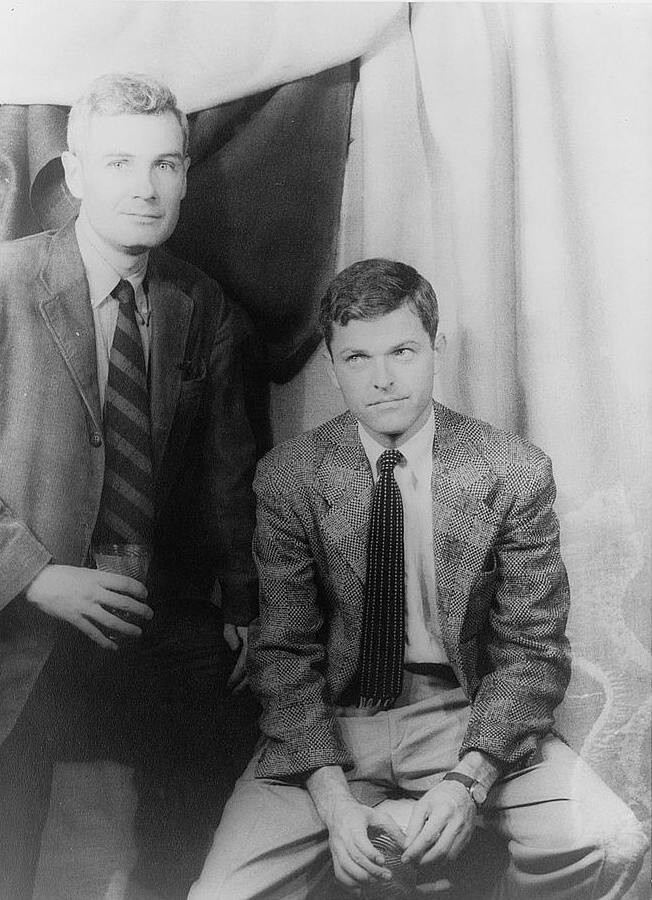
1955년, 도날드 윈덤과 샌디 캠밸
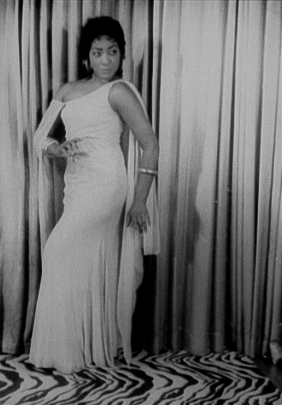
1958년 2월 22일, 글로리아 데이비
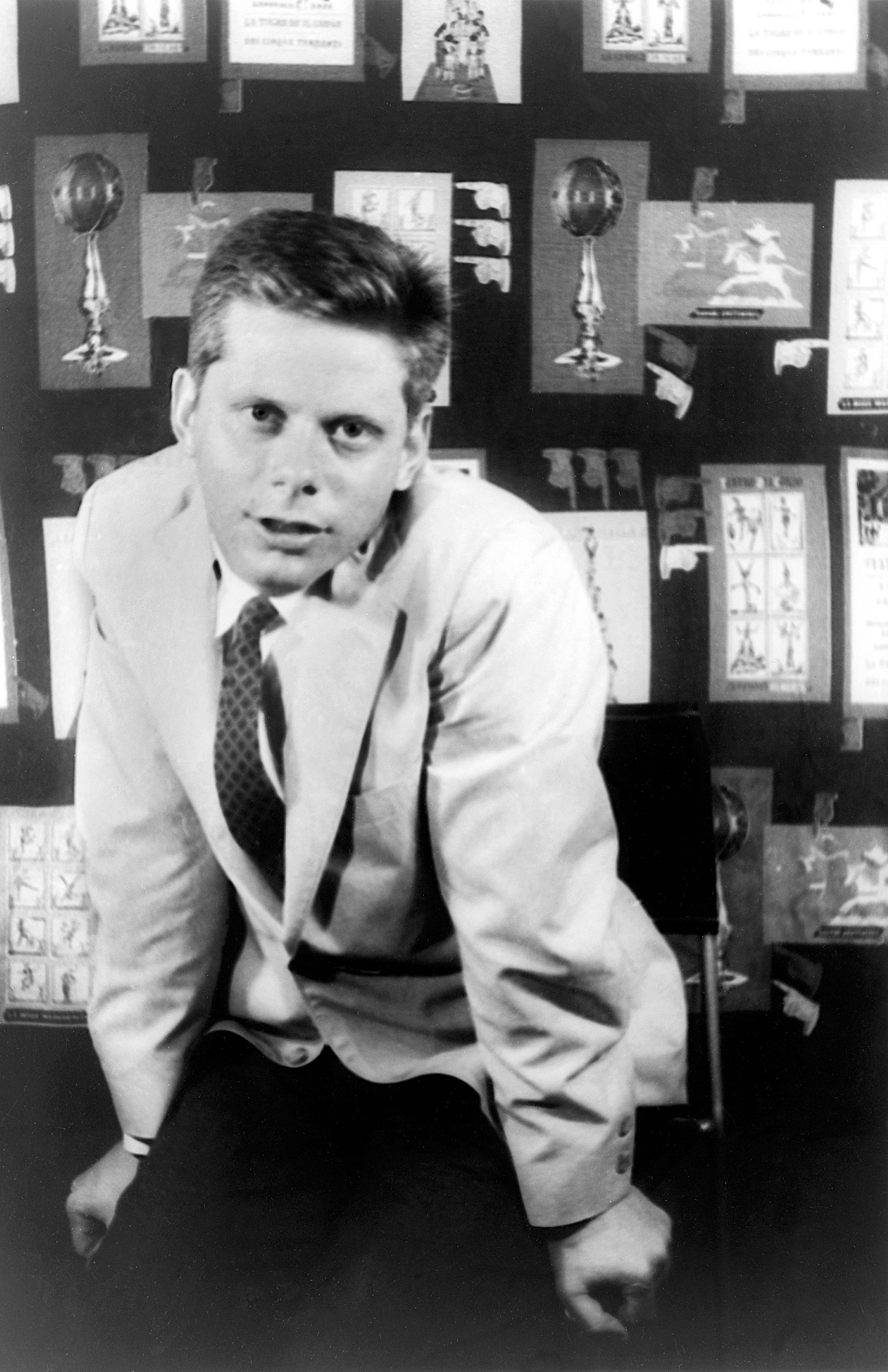
1958년 7월 25일, 로버트 모스
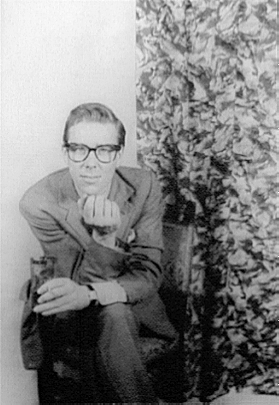
1958년 12월 23일, 안토니 암스트롱존스
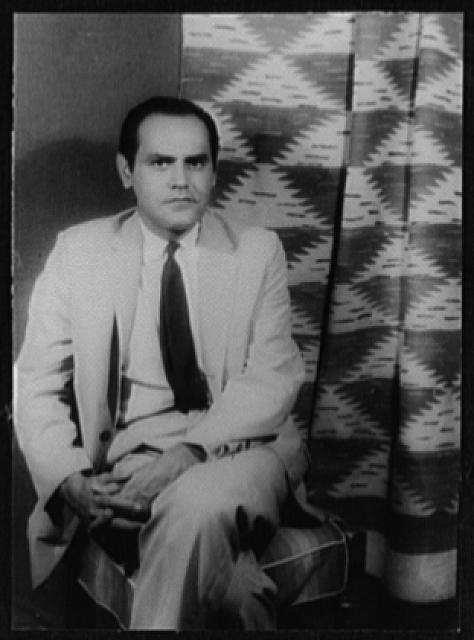
1958년, 호세 킨테로
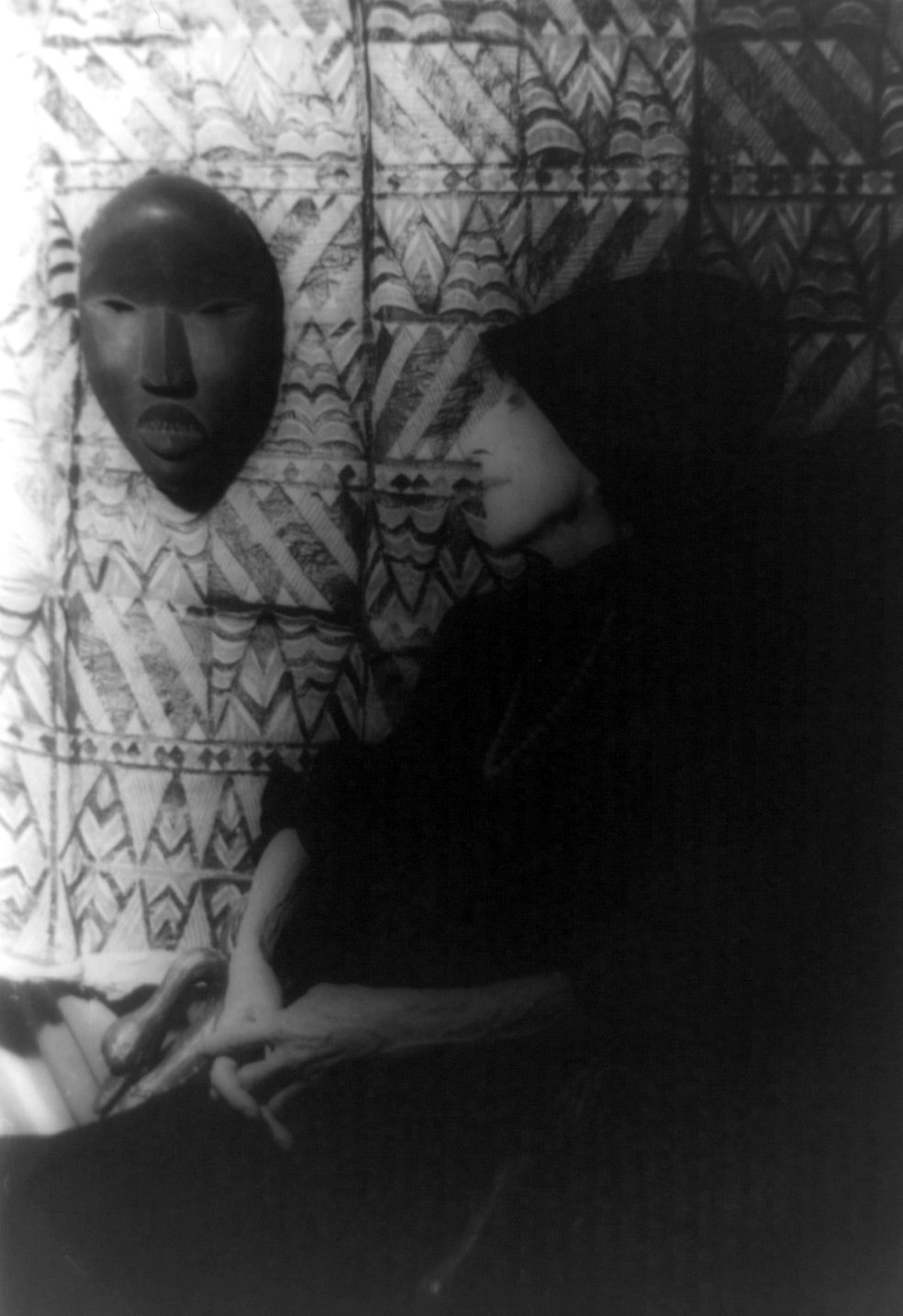
1959년 1월 29일, 카렌 블릭센
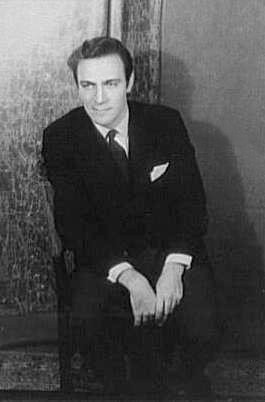
1959년 12월 29일, 크리스토퍼 플러머
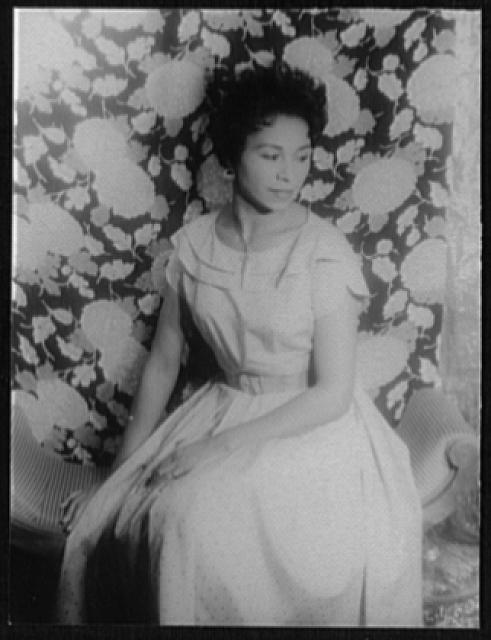
1959년, 마가렛 타인스
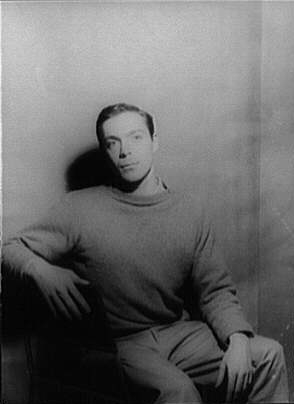
1960년 1월 12일, 폴 테일러
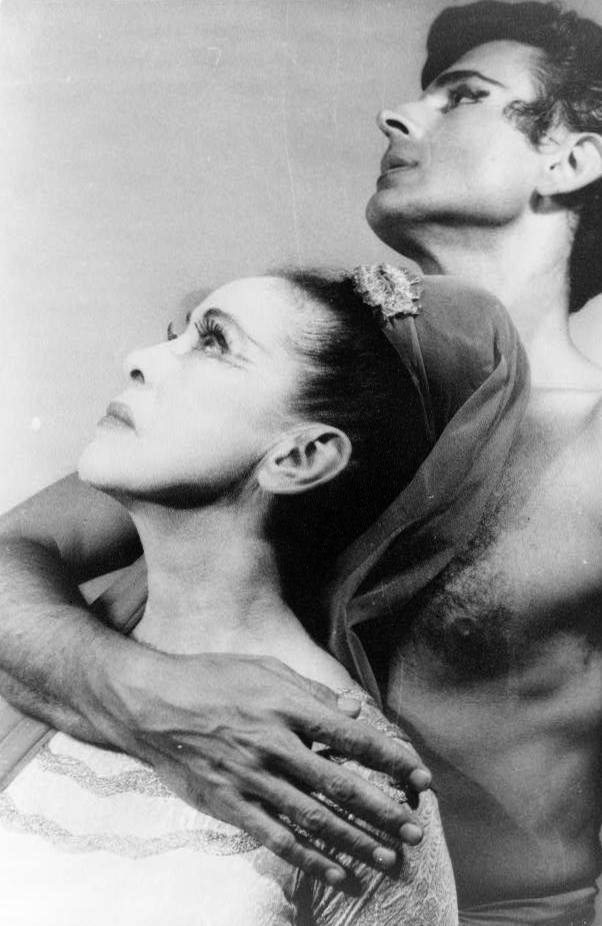
1961년 6월 27일, 마사 그레이엄과 버트럼 로스
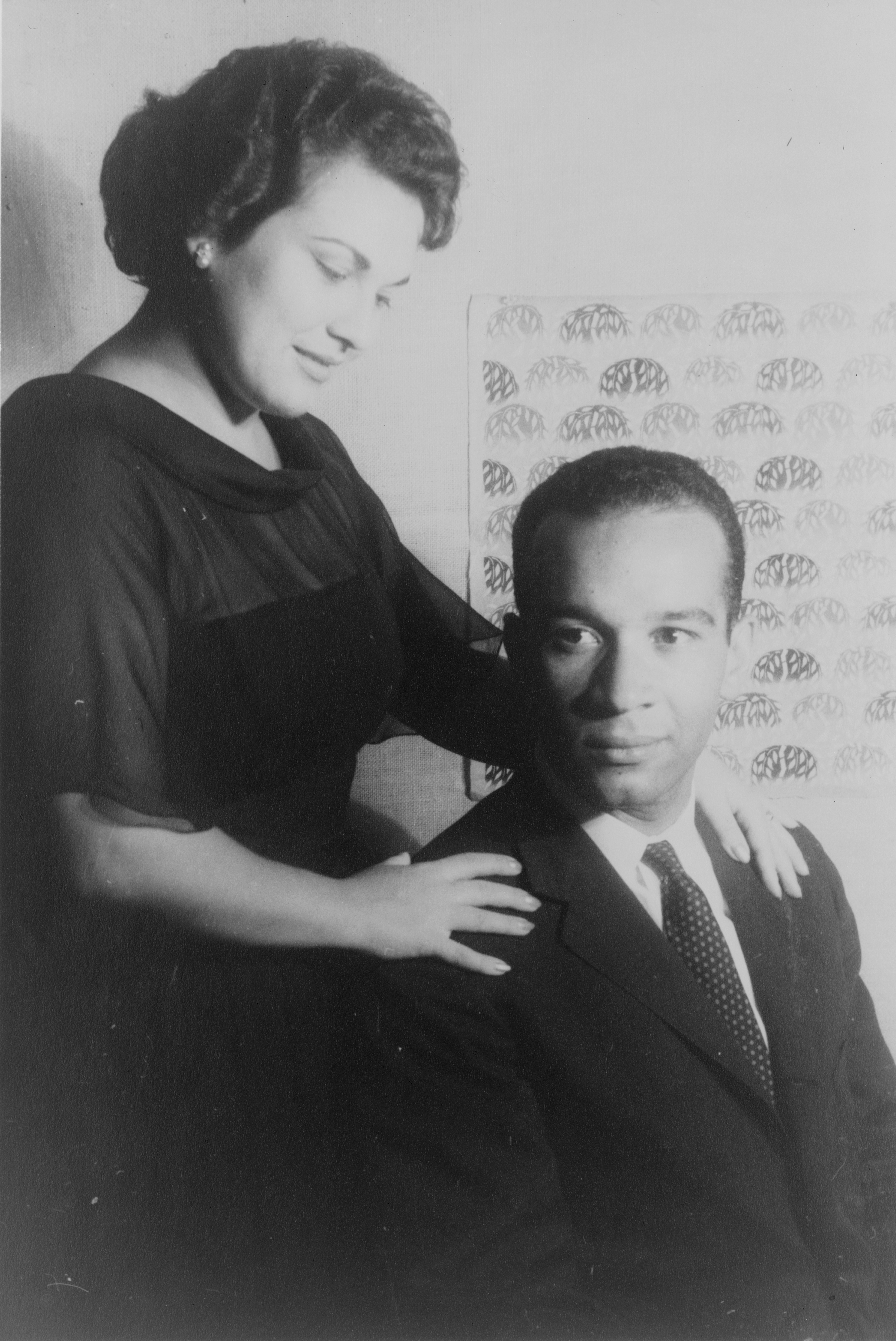
1961년 8월 22일, 마릴린 혼과 헨리 루이스
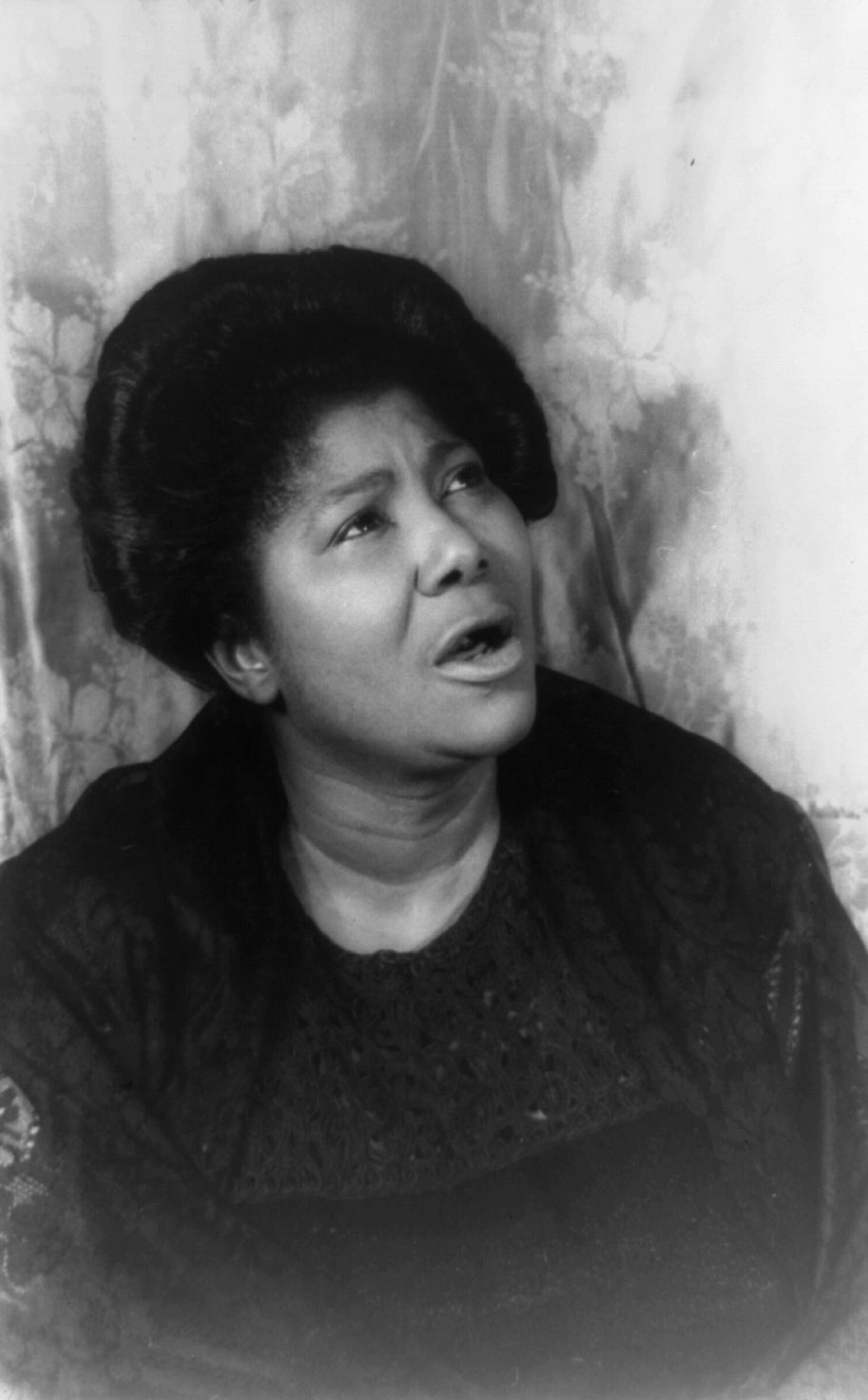
1962년 4월 16일, 마할리아 잭슨
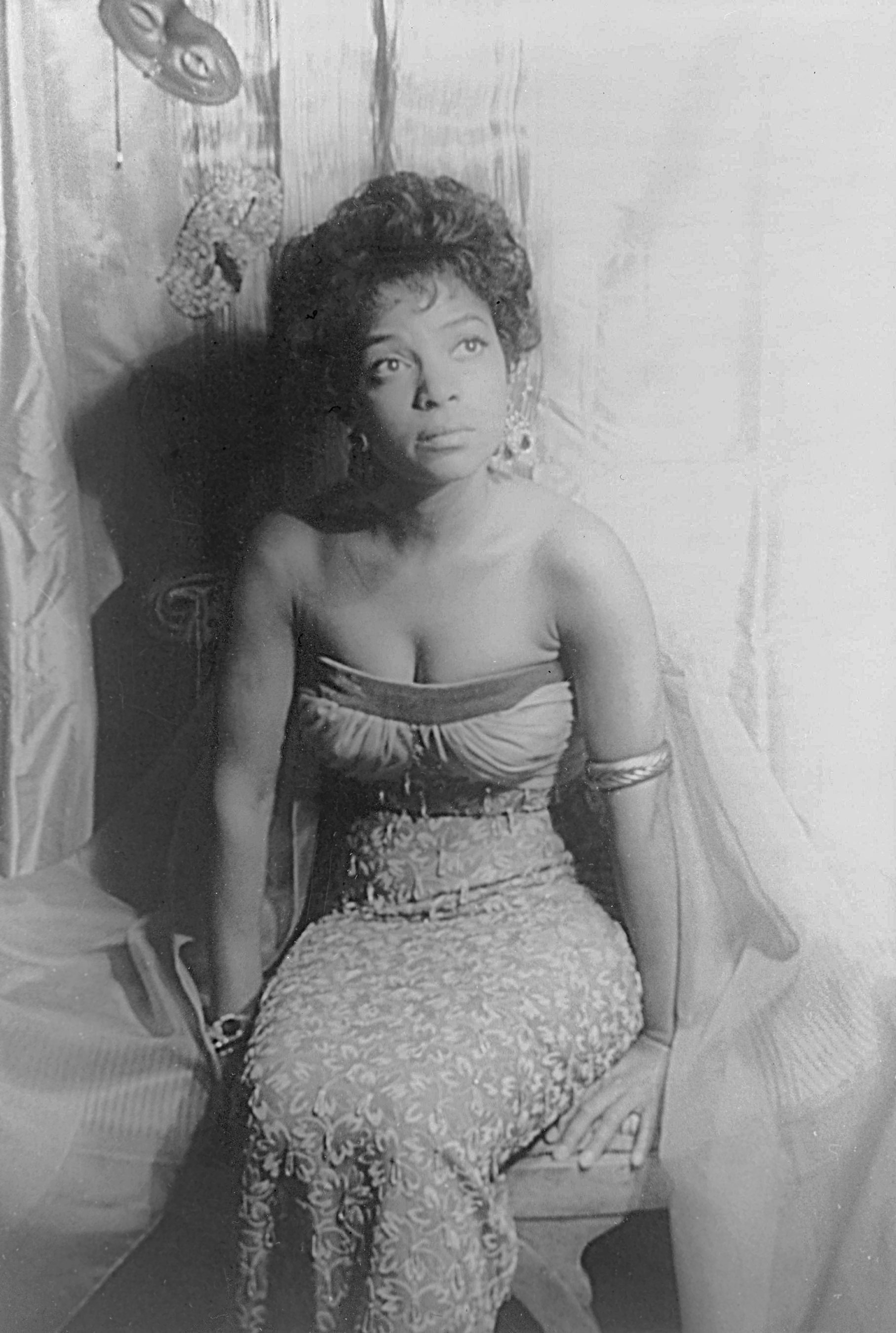
1962년 9월 25일, 루비 디